# Verónica (santa)

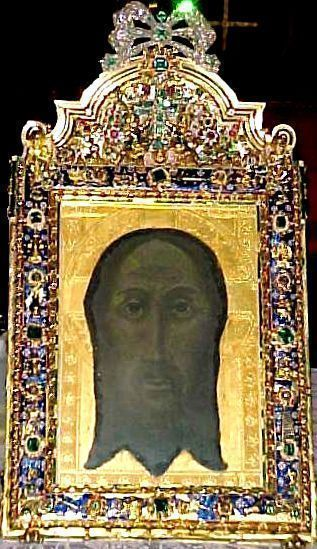
San Faz jiennense

Verónica (también llamada Serafia), según la tradición cristiana, fue la mujer que, durante el Viacrucis, tendió a Cristo un velo, lienzo o paño: el paño de la Verónica (también llamado "Verónica" a secas) para que enjugara el sudor y la sangre. En la tela habría quedado milagrosamente impreso el Santo Rostro. La escena no se encuentra en los evangelios canónicos.
Se le rinde culto por su vinculación con la figura de Cristo, como a otras Santas Mujeres, y es muy común su representación pictórica o escultórica portando el paño. En el evangelio apócrifo de Nicodemo, o Actas de Pilato, el personaje de Verónica se identifica con el de la hemorroísa curada por Jesús, que testifica a gritos a su favor ante Pilato en el pretorio, al serle negada como mujer la capacidad de testificar en juicio. Ella misma, en el evangelio de la muerte de Pilato (1, 9-10), declara al enviado de Tiberio César que, deseando tener un retrato de Jesús y buscando un pintor que se lo hiciese, Jesús le salió al encuentro y pidiéndole el lienzo que llevaba para el artista se lo devolvió con la imagen de su rostro. La tradición medieval situó posteriormente ese encuentro en el Camino de la Amargura. En Paneas, según Eusebio de Cesarea (Historiae Ecclesiasticae, VII, XVIII (PG. XX, 680), en un jardín público, se podía ver a mediados del siglo IV una escultura de bulto con la curación de la hemorroisa, de la que se decía que la estatua de Jesús era su verdadero retrato, lo que, según explicaba Eusebio, a nadie podía resultar extraño que hubiesen erigido gentiles a los que en otro tiempo Jesús había curado, pues «sabemos que en las pinturas se conserva el aspecto de sus apóstoles Pedro y Pablo, y del propio Cristo, dado que, al parecer, los antiguos acostumbraban, según el uso de los gentiles, a rendir este tipo de honor a todos aquellos que consideraban como libertadores».

## Paño de la Verónica
El paño de la Verónica sería una de las reliquias que se consideran vera icon; o sea, verdaderas imágenes de Cristo, como el Mandylion de Edesa, la Sábana Santa de Turín o el Santo Sudario de Oviedo.
Según una tradición que ya existía en el siglo VIII (cuando el papa Juan VII habría consagrado en Roma una capilla denominada de sancta María in Verónica), el emperador Tiberio, contemporáneo de Cristo, fue curado milagrosamente de una terrible enfermedad por esta reliquia. No hay documentación hasta el siglo XI:

... en un breve del papa Sergio IV se lee que, el 23 de noviembre de 1011 se dedicó un altar al Santo Sudario. Un documento del mismo año, conservado en el Archivo de la basílica vaticana, informa que estaba en actividad un cierto Juan "sacerdote y mansionario de Sancta Maria in Verónica". En la Historia Basilicae Vaticanae, escrita en 1160, Petrus Mallius confirma la presencia en la basílica de San Pedro del "oratorio de la santa Madre de Dios la Virgen María, llamado Veronica, donde está sin duda el sudario de Cristo". Y siempre en esa época, en el Chronicon de Benedetto di San Andrea del Monte Sorratte, se lee que el papa Juan VII "hizo el oratorio de la santa Madre de Dios [...] al interior de la iglesia del beato apóstol Pedro, que está denominado en relación a la Verónica". El oratorio de la Verónica era "una elegante construcción a più piani sostenida por cuatro columnas que, en alto, hospedaba el sacello delimitado por columnas retorcidas y protegido por una reja de hierro macizo, a su vez sujeta por una pesada puerta de bronce, realizada por Uberto di Piacenza por deseo de Celestino III en 1191. Bajo este sacello un bajorrelieve marmóreo, en una lastra sostenida por columnitas, lleva en su centro la imagen de la Verónica que sostenía entre las manos el velo con el Rostro de Cristo. En el plano inferior, sobre el altar, se situaba una gran pala [retablo] representando a Verónica, con el velo del Santo Rostro, entre los santos Pedro y Pablo. Esta pala debe ser la única obra pictórica conocida de Ugo da Carpi, pintada probablemente para el Jubileo del año 1525 y ahora conservada junto al Archivo histórico de la Fábrica de San Pedro".

En el Jubileo del Año Santo de 1300, el paño de la Verónica se contaba entre las Miriabilia Urbis. Es también citado en obras literarias, como el Canto XXXI del Paraíso de la Divina Comedia de Dante. El establecimiento oficial de las estaciones del Viacrucis, en los siglos XIV y XV, reservó a la Verónica la Sexta Estación. A partir de entonces se convirtió en una devoción muy extendida y reflejada en el arte. El saco de Roma de 1527 parece que tuvo como consecuencia la venta de la reliquia por lansquenetes protestantes "en las tabernas de Roma"; aunque posteriormente se dijo que había sido recuperada. El Martirologio Romano (Pietro Galesini, Milán, 1578) establecía su festividad el 3 de febrero. Otra ocasión en la que pudo haber sido robada de nuevo fue la reforma de su capilla en San Pedro en 1608. Surgió también la crítica teológica e historiográfica que cuestionaba la existencia real de Verónica, siendo su mayor exponente San Carlos Borromeo, que suprimió el culto en su diócesis en 1620.
El hecho es que la ubicación actual de la reliquia no se puede determinar con claridad; se copió varias veces (alguna de las distribuidas por Europa serán probablemente las que se custodian en distintos lugares, pretendiendo ser alguna parte del velo original), se prohibió su copia[¿cuándo?][¿quién?], ordenando destruir las ya realizadas, y dejó de exhibirse públicamente desde el siglo XVII, conservándose teóricamente sobre una gran escultura de Verónica (de Francesco Mochi, 1632) en el pilar suroccidental de los que sostienen la cúpula de la basílica de San Pedro. Entre los lugares donde se pretende conservar la imagen están la basílica del Volto Santo de Manoppello (Santa Faz de Manoppello), la Catedral de Nuestra Señora de la Asunción de Jaén (Rostro Santo de Jaén) y el Monasterio de la Santa Faz de Alicante (Santa Faz de Alicante).
La paradoja de la multiplicidad de paños se resolvía con el recurso a la posibilidad de que Verónica doblara el pañuelo dos veces antes de que la sangre de Jesús se secara, con lo que serían cuatro las imágenes obtenidas. La palabra griega tetradiplon ("doblado cuatro veces") se reserva no obstante para la denominación del Mandylion de Edesa. Se ha señalado la coincidencia de que en las leyendas más antiguas, Verónica aparezca citada como una princesa de Edesa.

## Etimología
Una interpretación paretimológica muy extendida relaciona el nombre de Verónica con la expresión latina vera icon, 'imagen verdadera', llegándose a afirmar que la leyenda del personaje arranca del nombre del mismo. Sin embargo, en realidad procede de Βερενίκη (Berenicē), forma dialectal macedonia de Φερενίκη (Ferenicē), “portadora de la victoria” en griego. La etimología se conoce desde al menos el siglo XVII ("juzga Tillemont que Verónica pudo ser el mismo nombre Berenice, común entonces entre los judíos"), aunque muchos autores han preferido la lectura paretimológica del nombre (Francisco Quaremio, Bzovius, Du Cange).

## Iconografía
El tema fue muy desarrollado en el arte cristiano occidental desde finales de la Edad Media. Tiene notables ejemplos en los primitivos flamencos, el Renacimiento y el Barroco.
Pintura

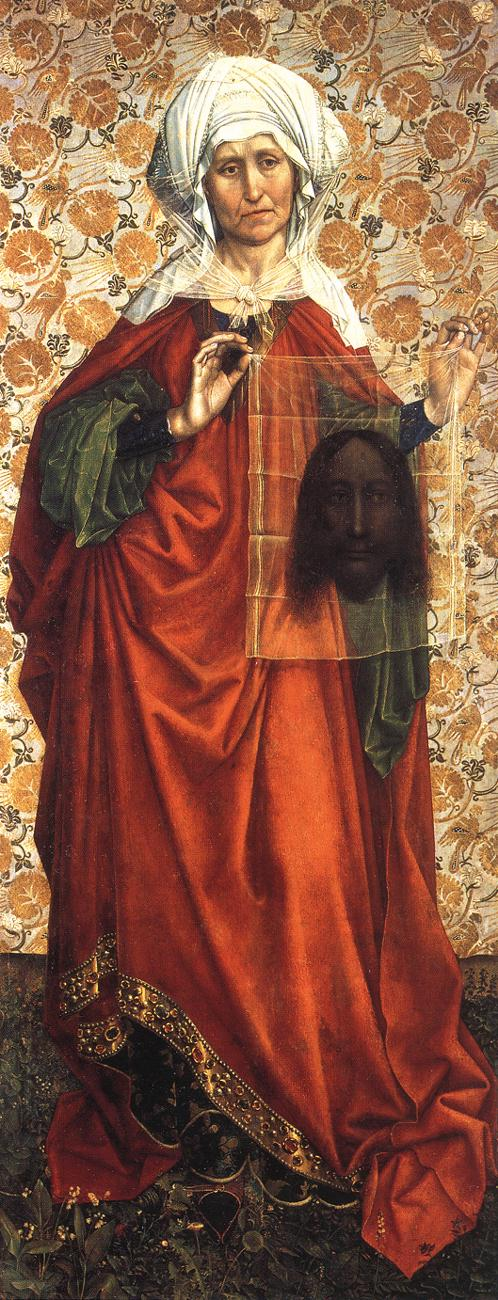
Santa Verónica, de Roberto Campin, ca. 1410.
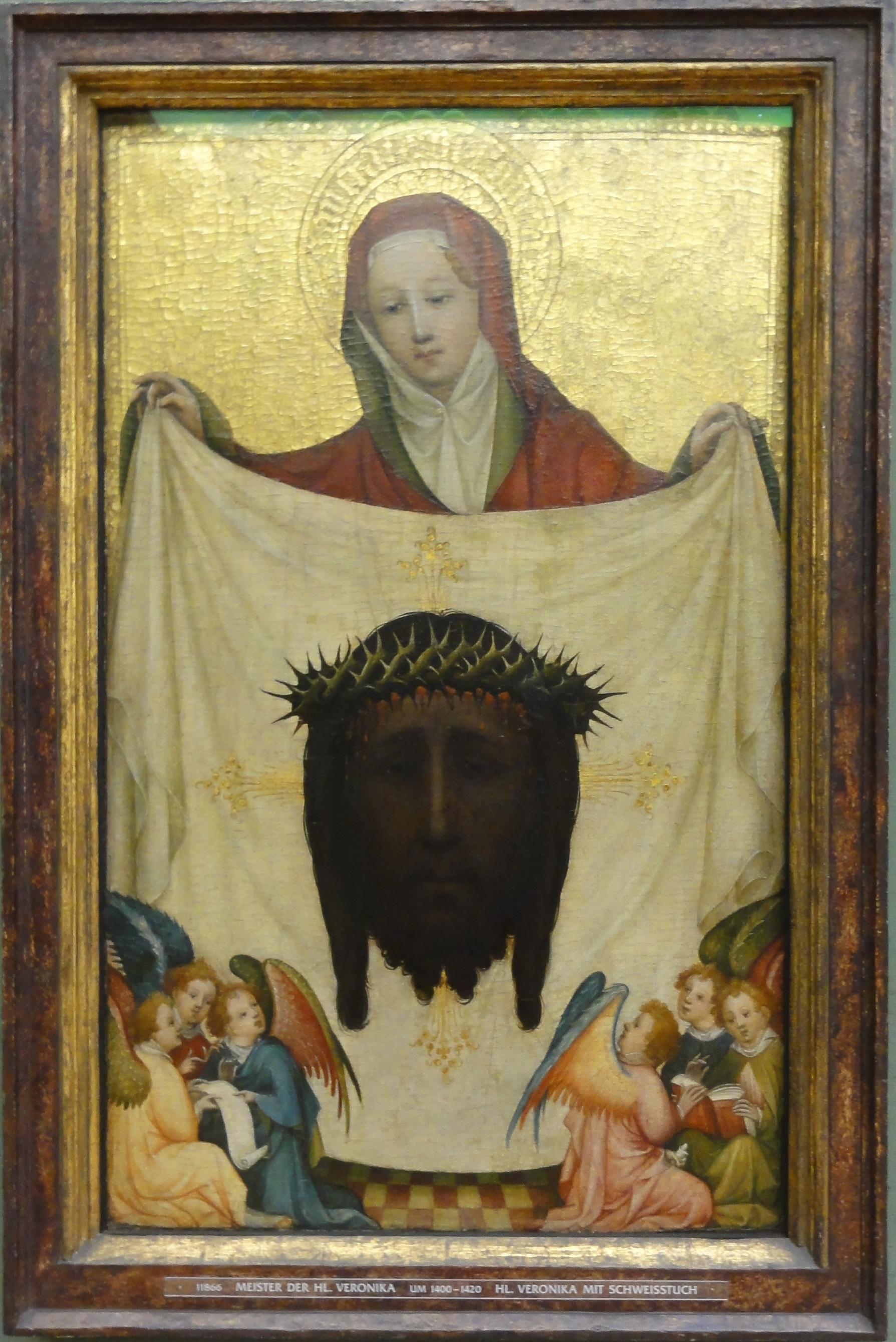
Santa Verónica con el Sudario de Cristo, del Maestro de Santa Verónica (escuela de Colonia), 1420.
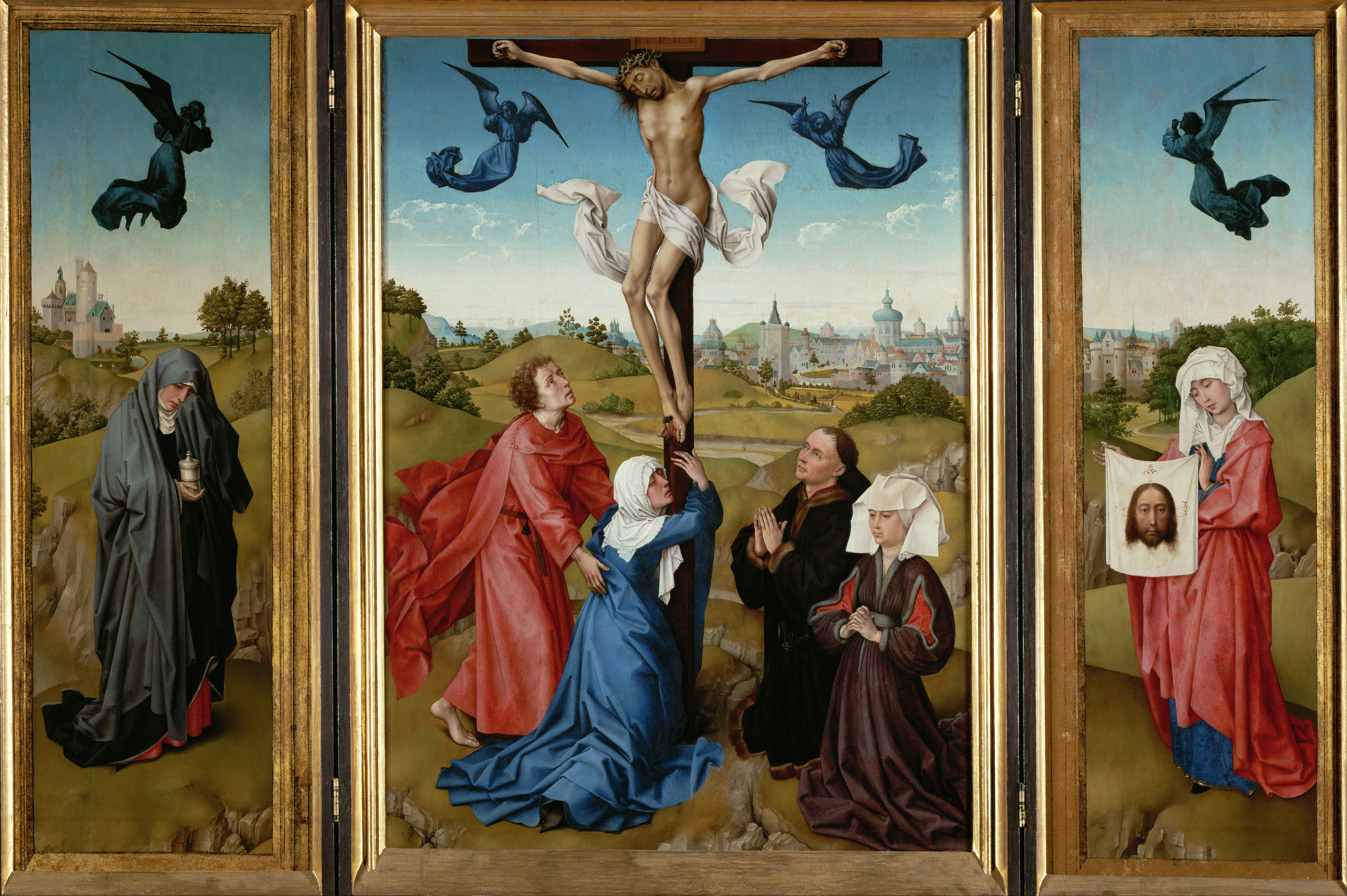
Tríptico de la Crucifixión de Roger van der Weyden, 1443-1445.
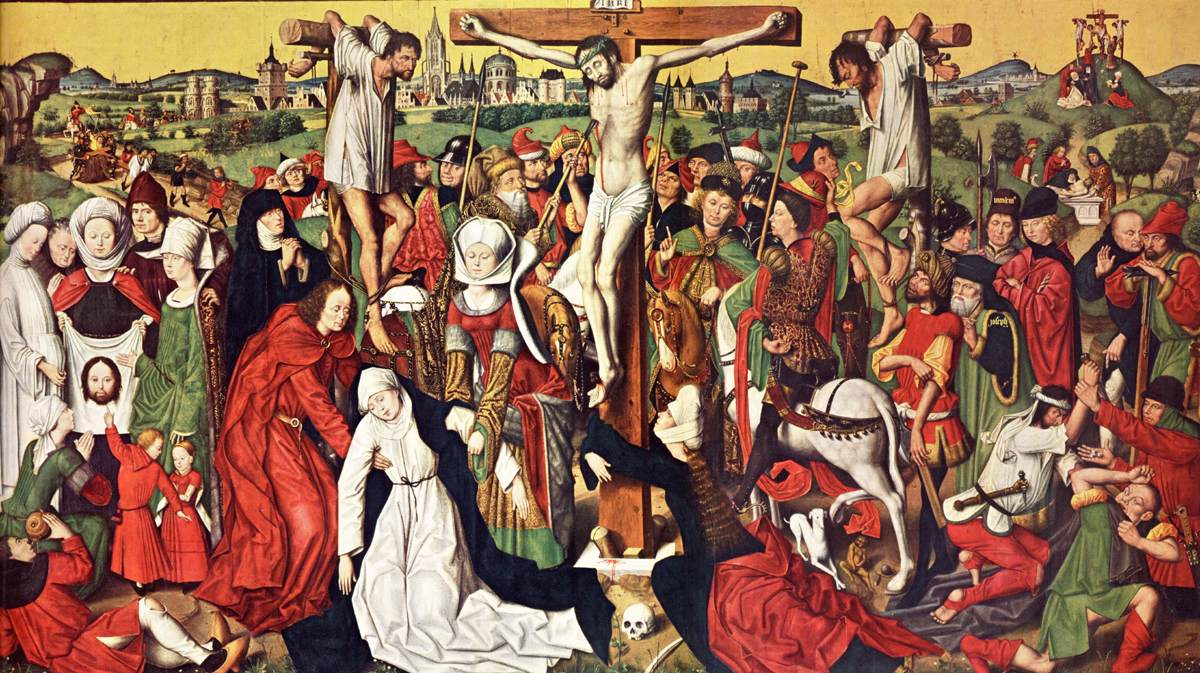
Retablo de la Crucifixión, de Derick Baegert, segunda mitad del siglo XV.
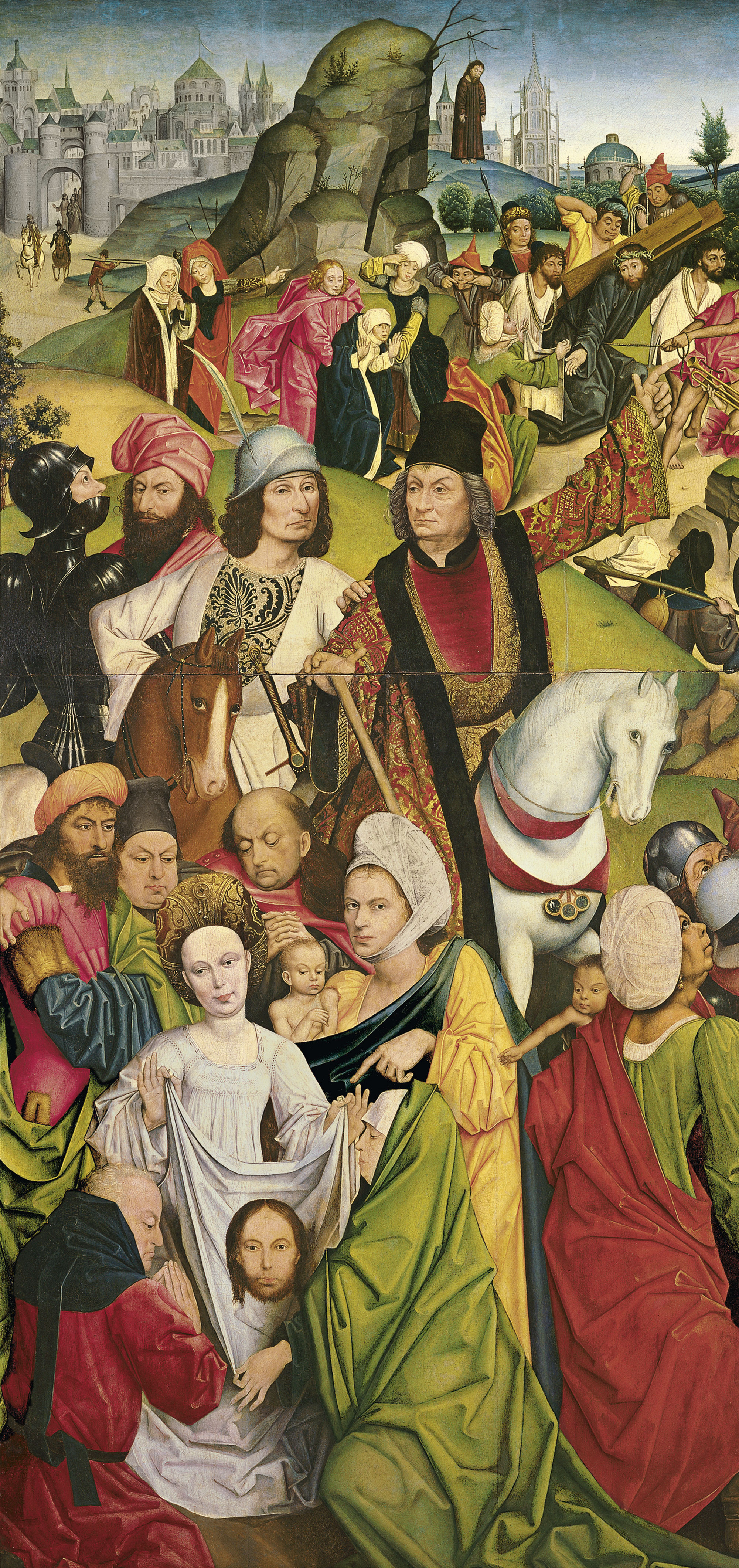
Cristo llevando la Cruz y Verónica con el Sudario, de Derick Baegert, ca. 1477-1478
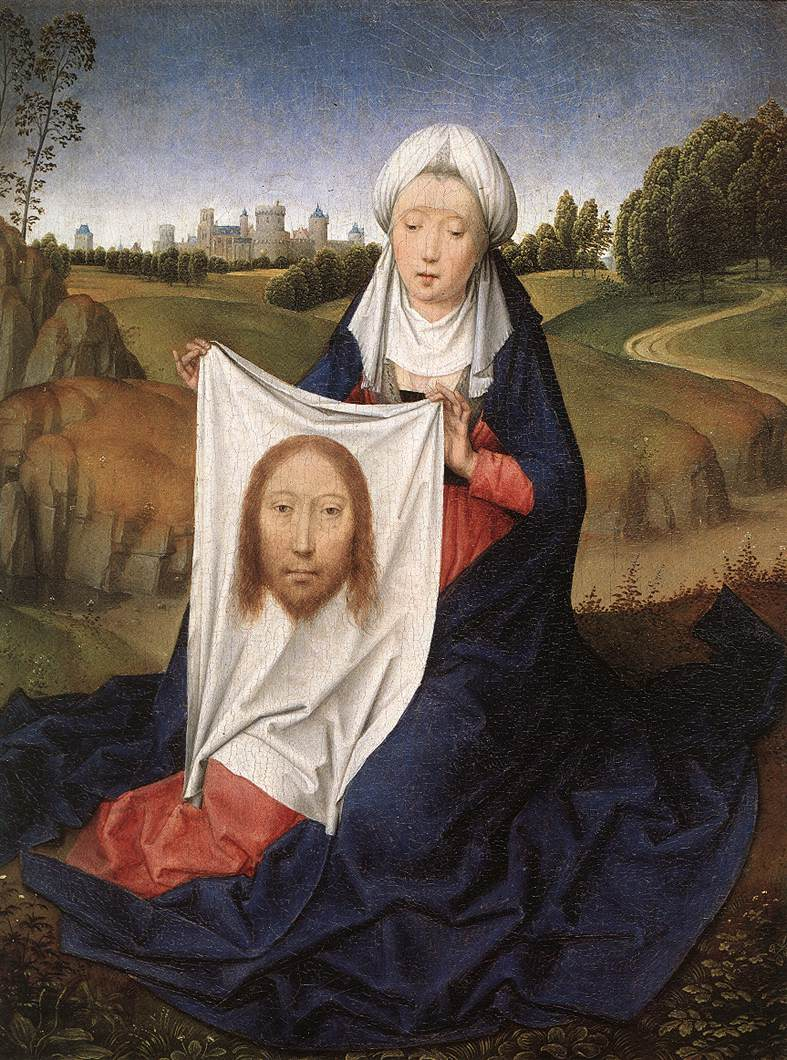
Tabla derecha del Díptico de San Juan y la Verónica, de Hans Memling, ca. 1480.
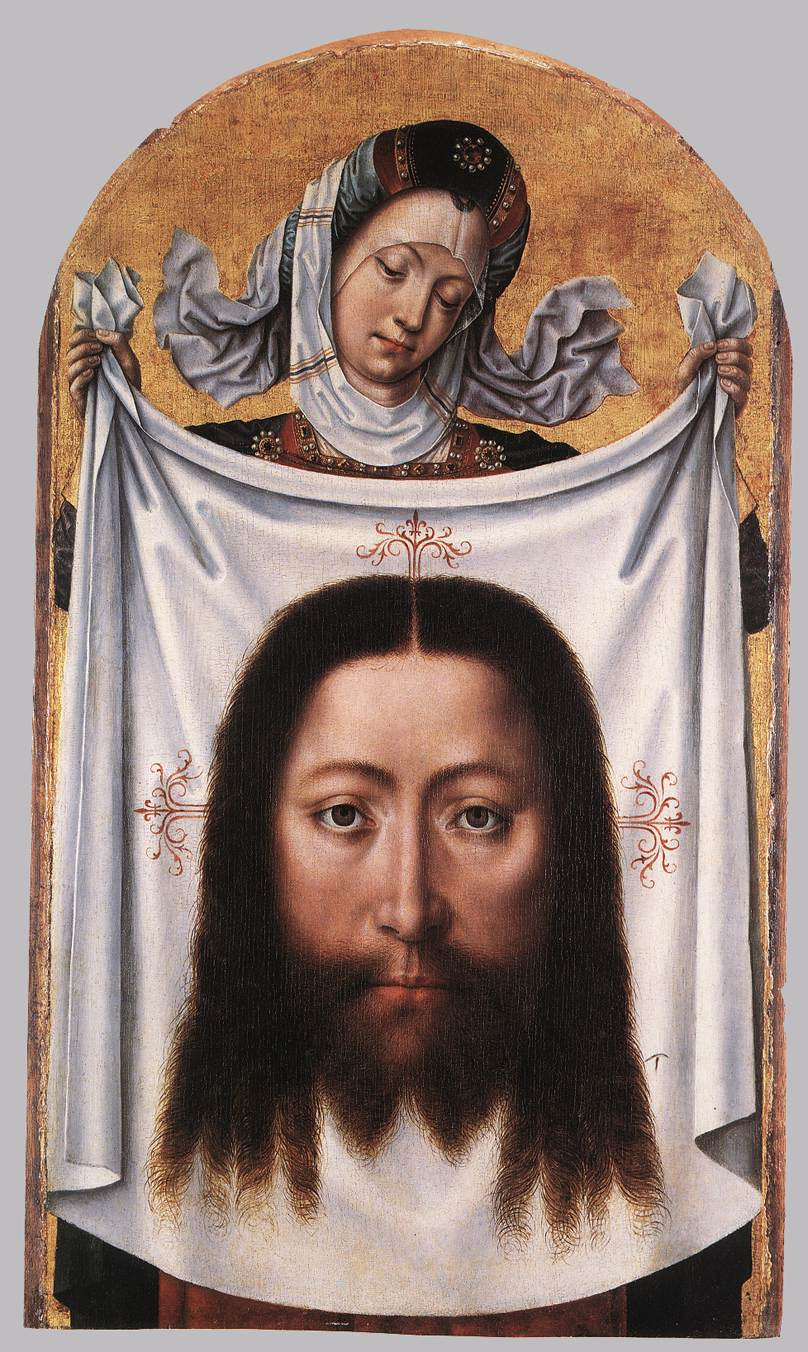
Santa Verónica con el Sudario, de Maestro de la Leyenda de Santa Úrsula, ca. 1480-1500.
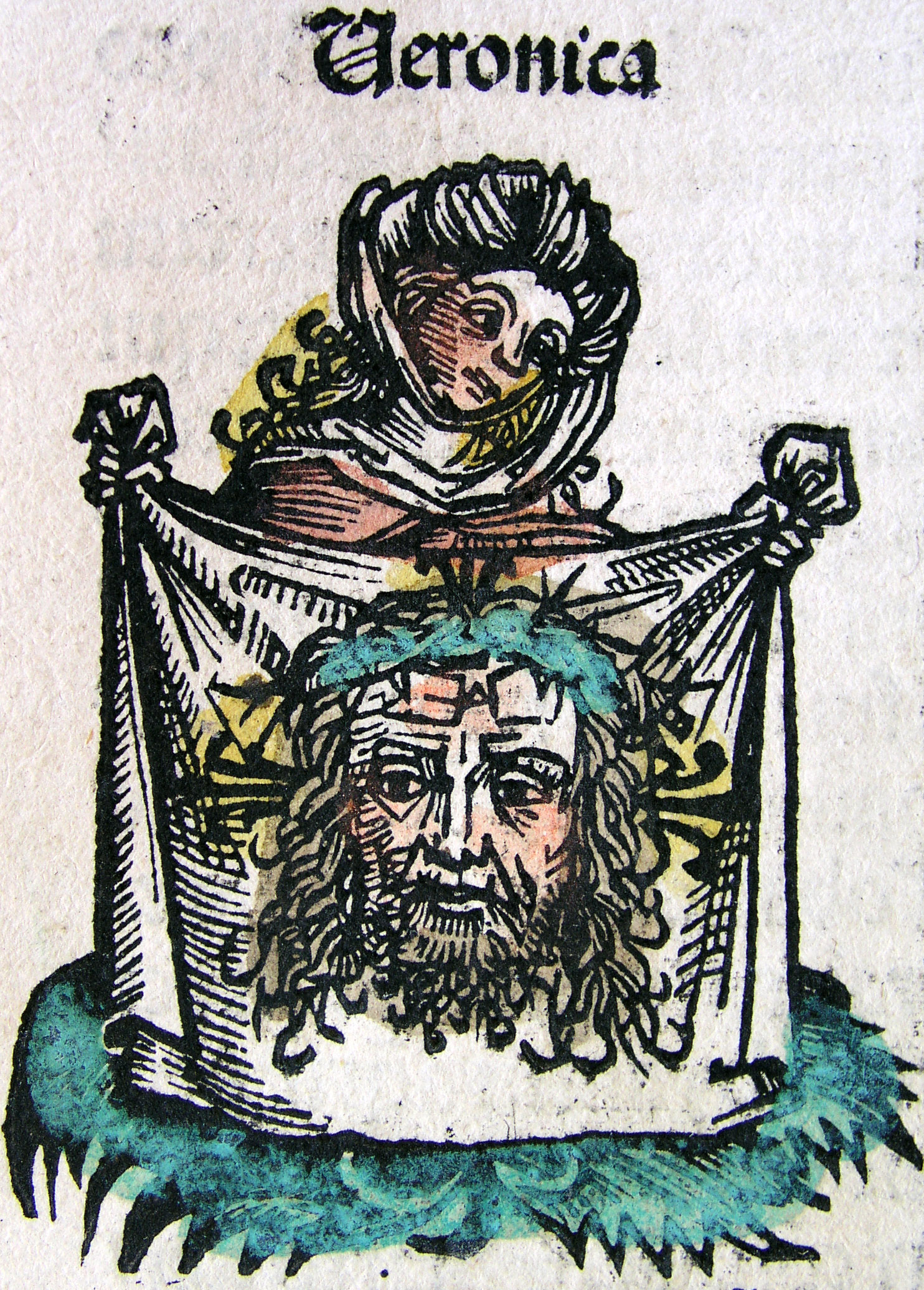
Ilustración de las Crónicas de Núremberg, 1493.
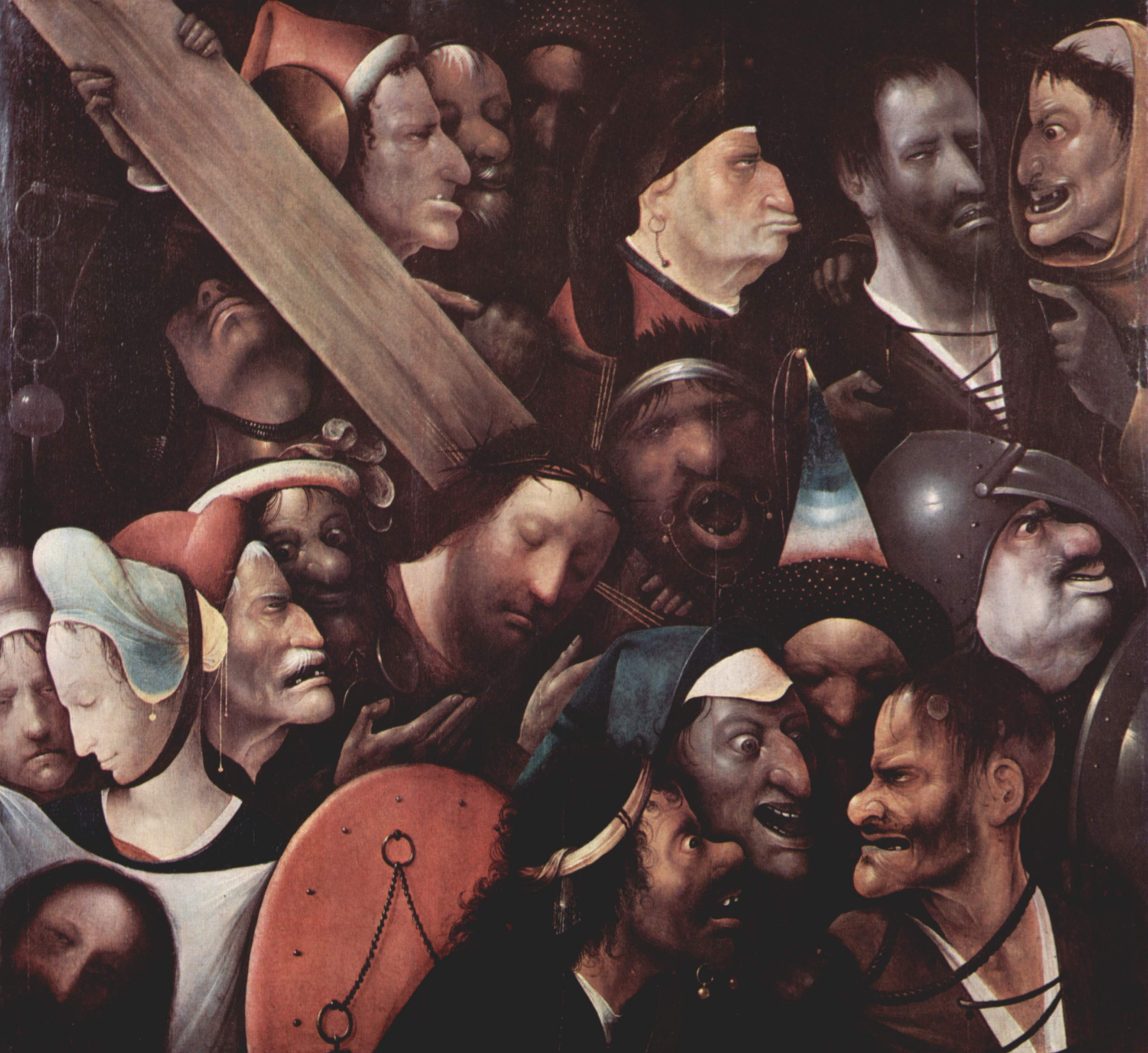
Cristo con la Cruz a cuestas, círculo de El Bosco, ca. 1510-1535.
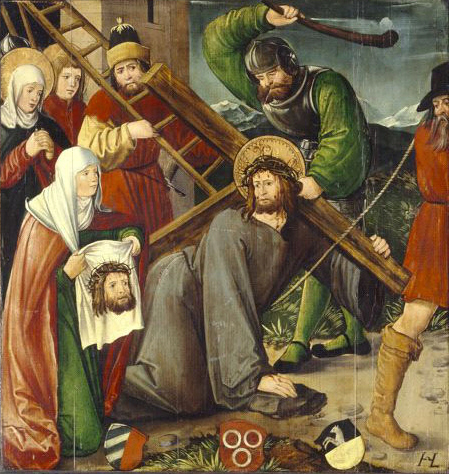
Hans Leu el Joven, ca. 1515-1531.
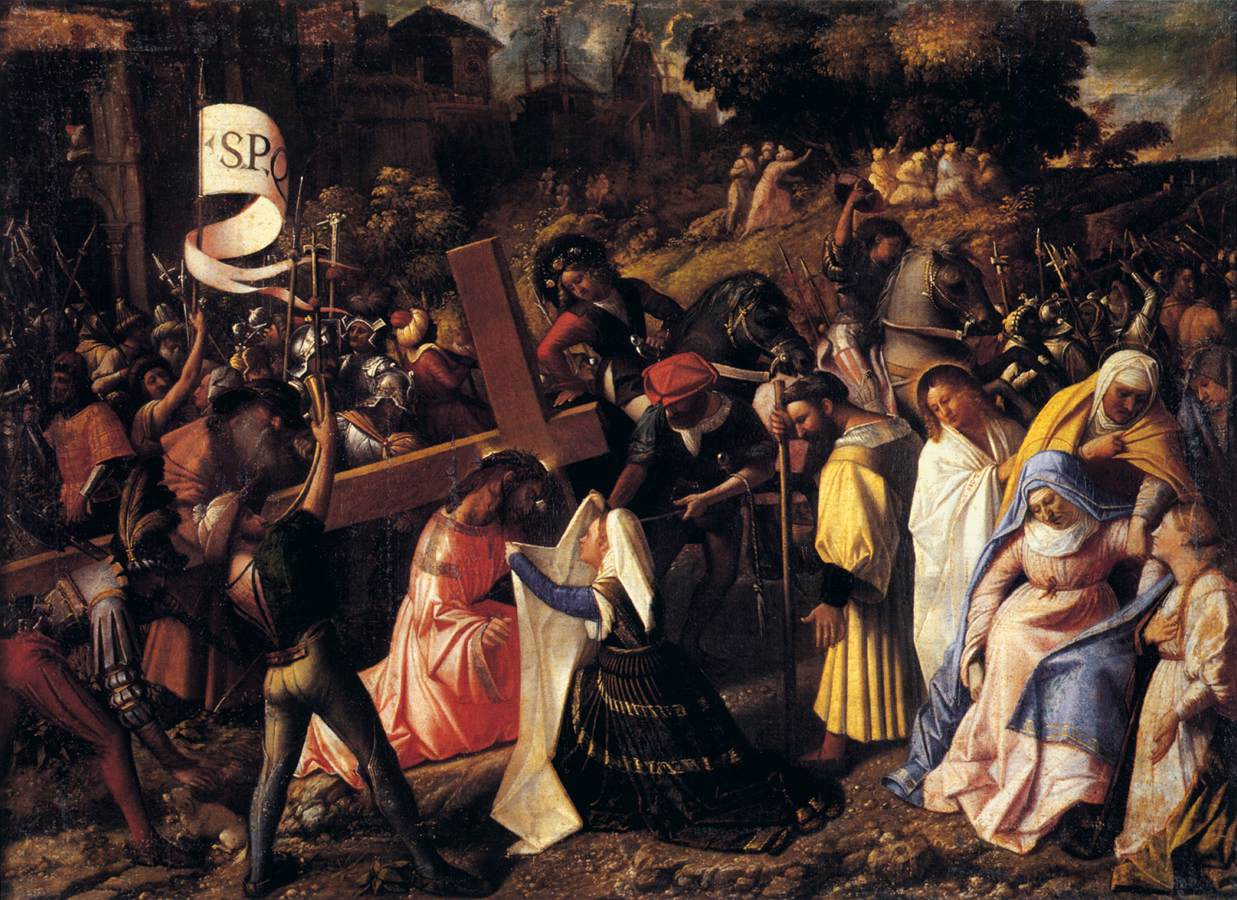
Camino del Calvario, de Giovanni Cariani, ca. 1519.
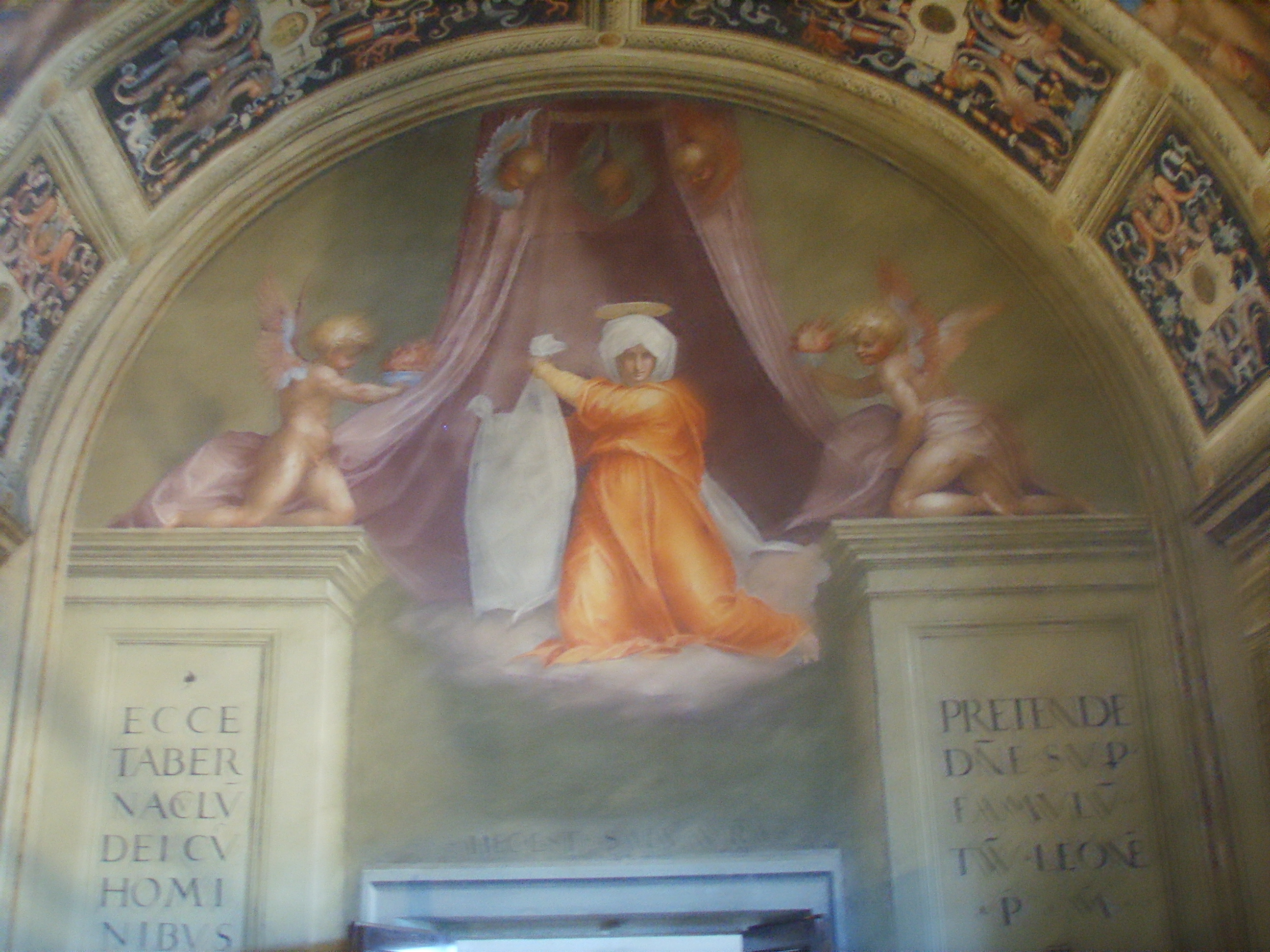
Frescos de la Cappella dei Papi ("capilla de los papas") en Santa Maria Novella (Florencia), de Jacopo Pontormo, mediados del siglo XVI.
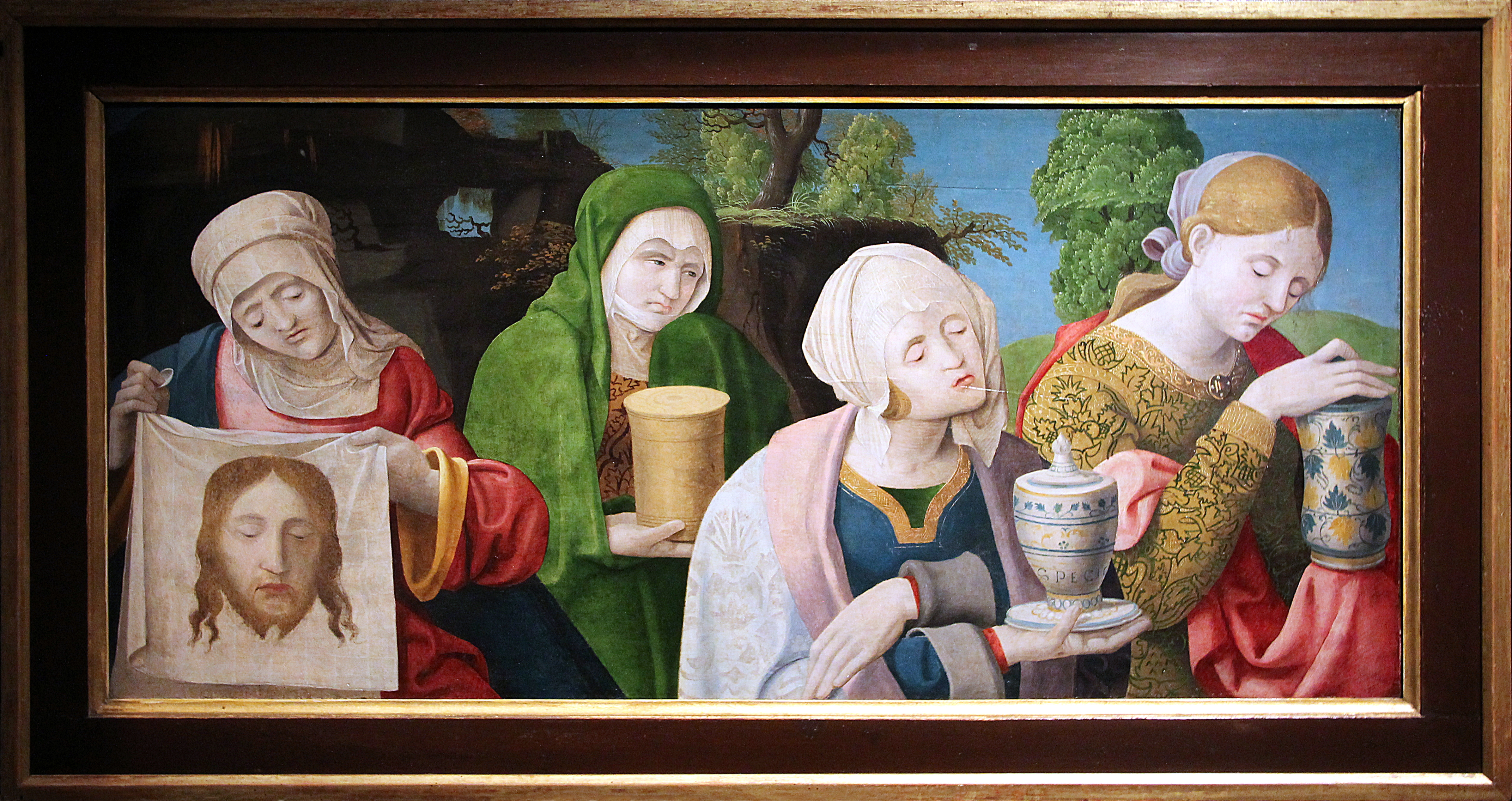
Hôtel Dieu de Cluny (Saona y Loira) hacia 1430.
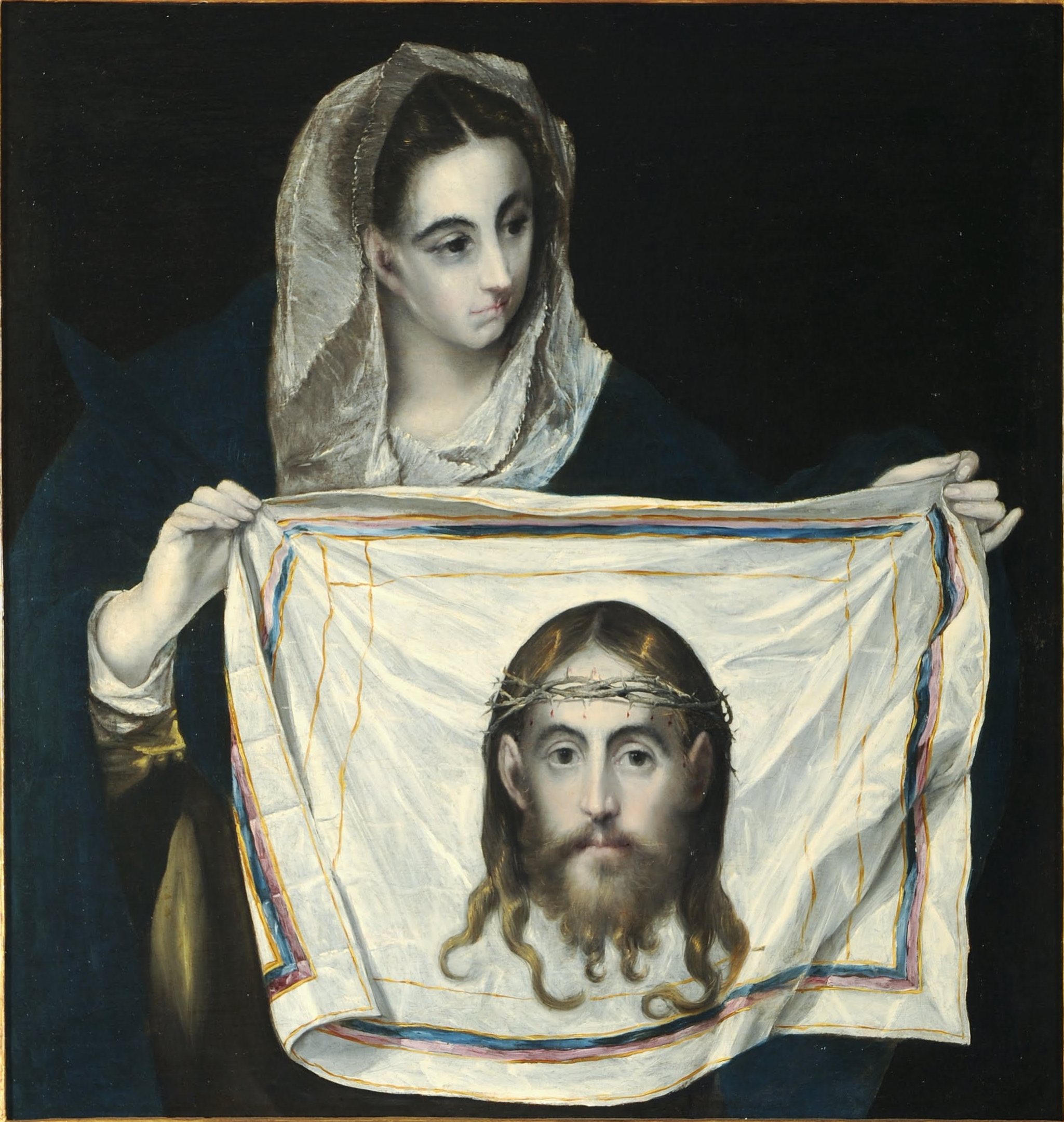
La Verónica con la Santa Faz, de El Greco, ca. 1580. Tiene otras versiones.
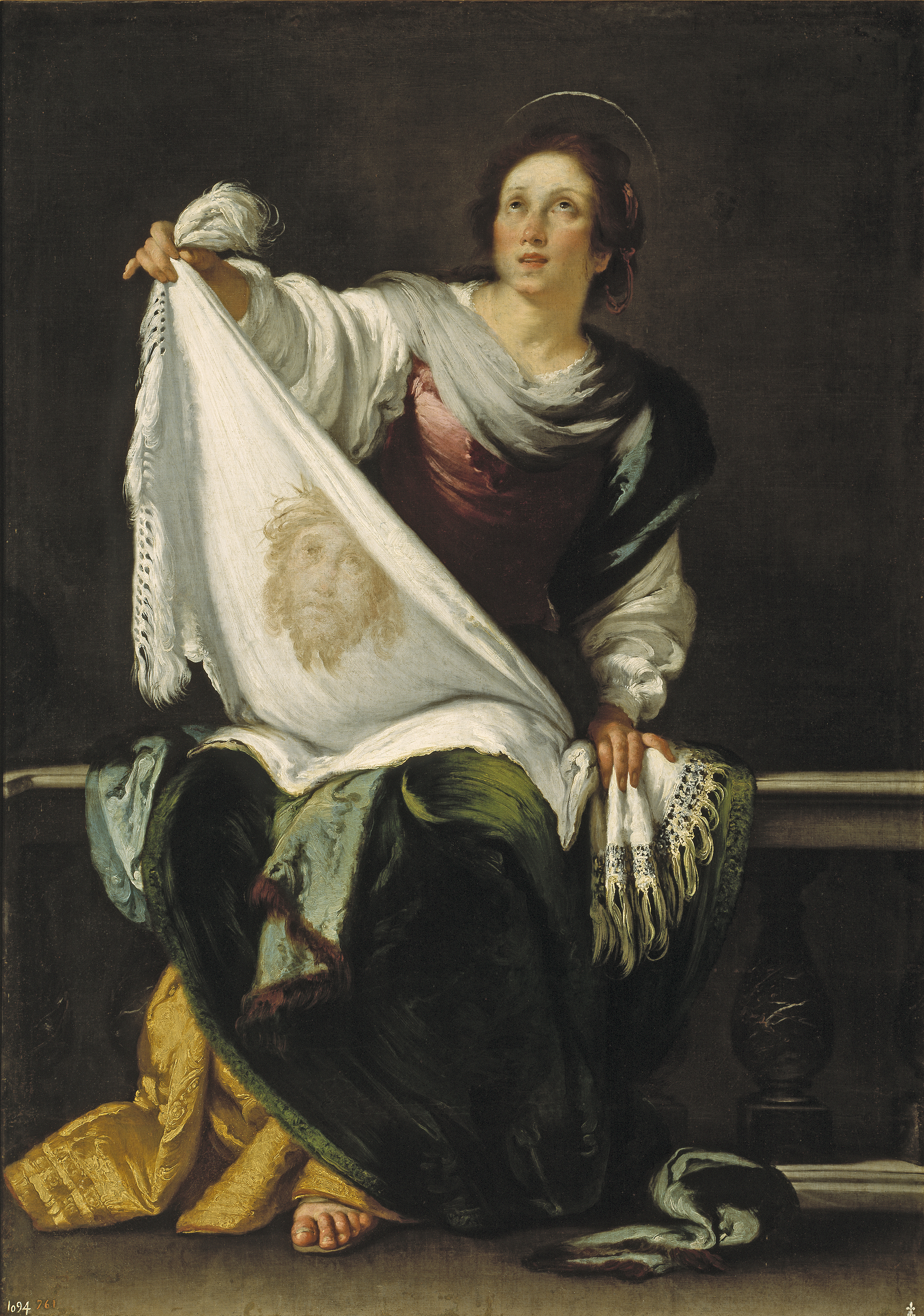
Bernardo Strozzi, ca. 1625.
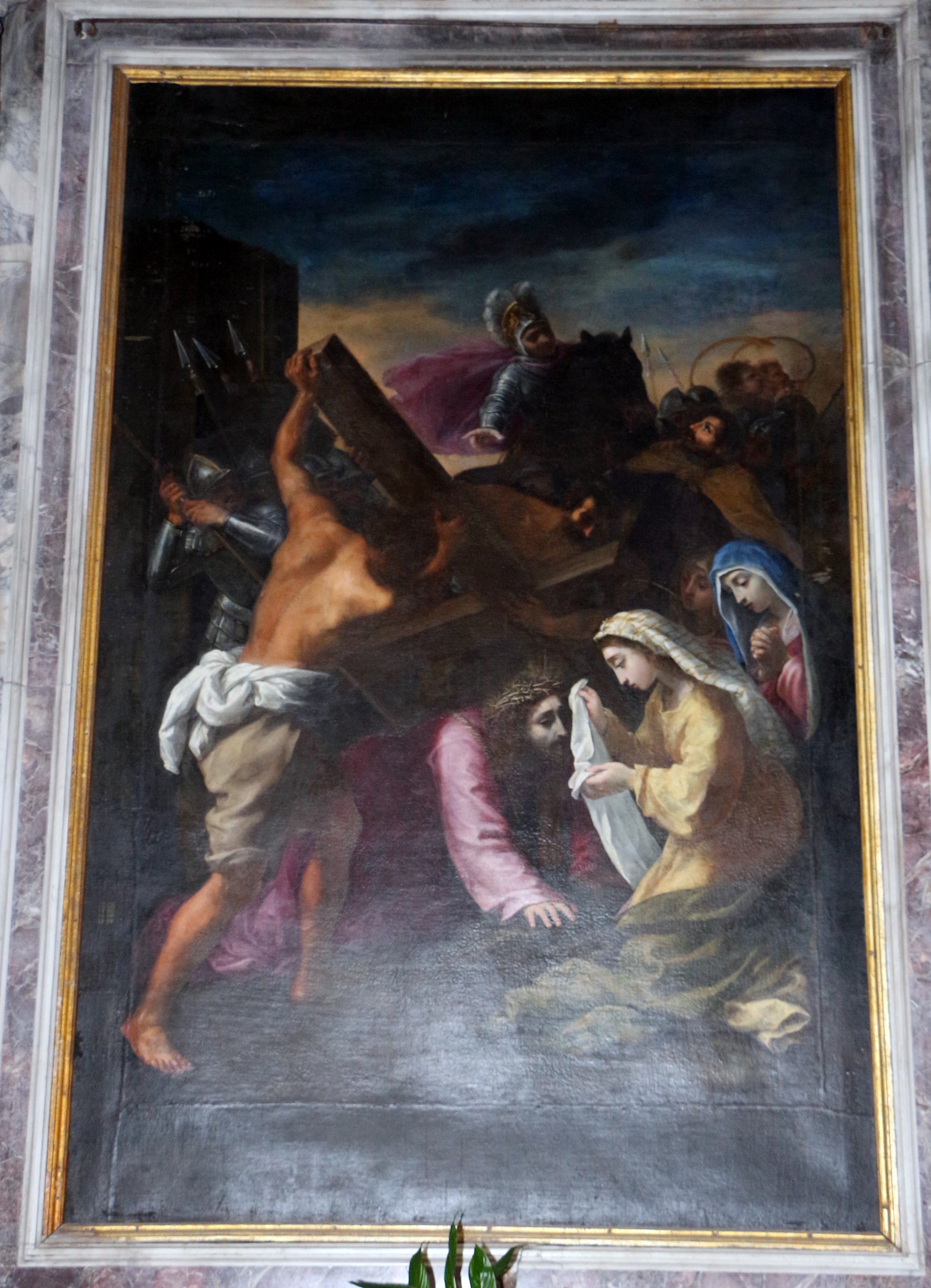
Cristo y la Verónica, de Francesco Boschi, ca. 1650.
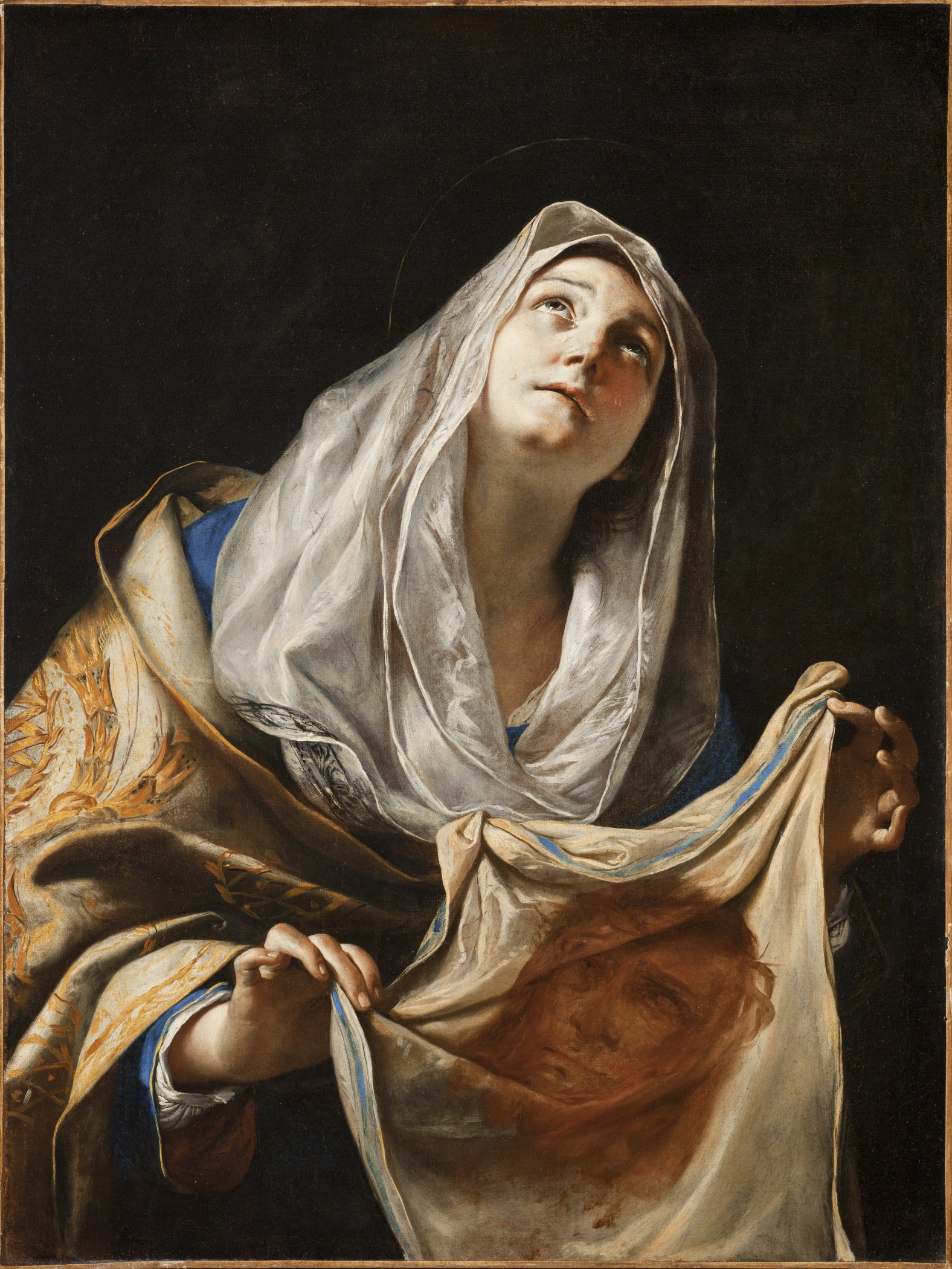
Santa Verónica con el velo, de Mattia Preti, ca. 1655-1660
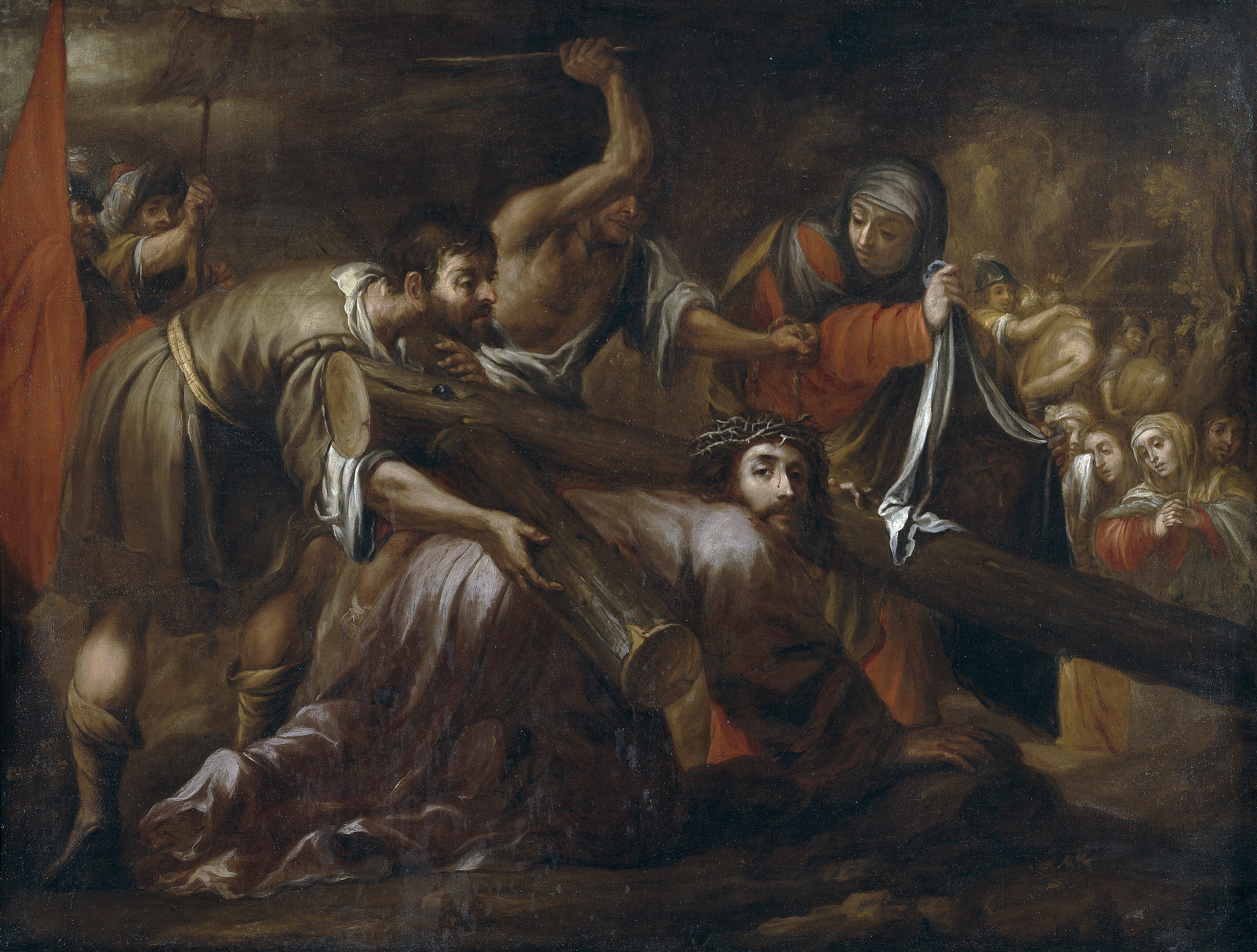
Jesucristo camino del Calvario y la Verónica, de Juan de Valdés Leal, ca. 1660.
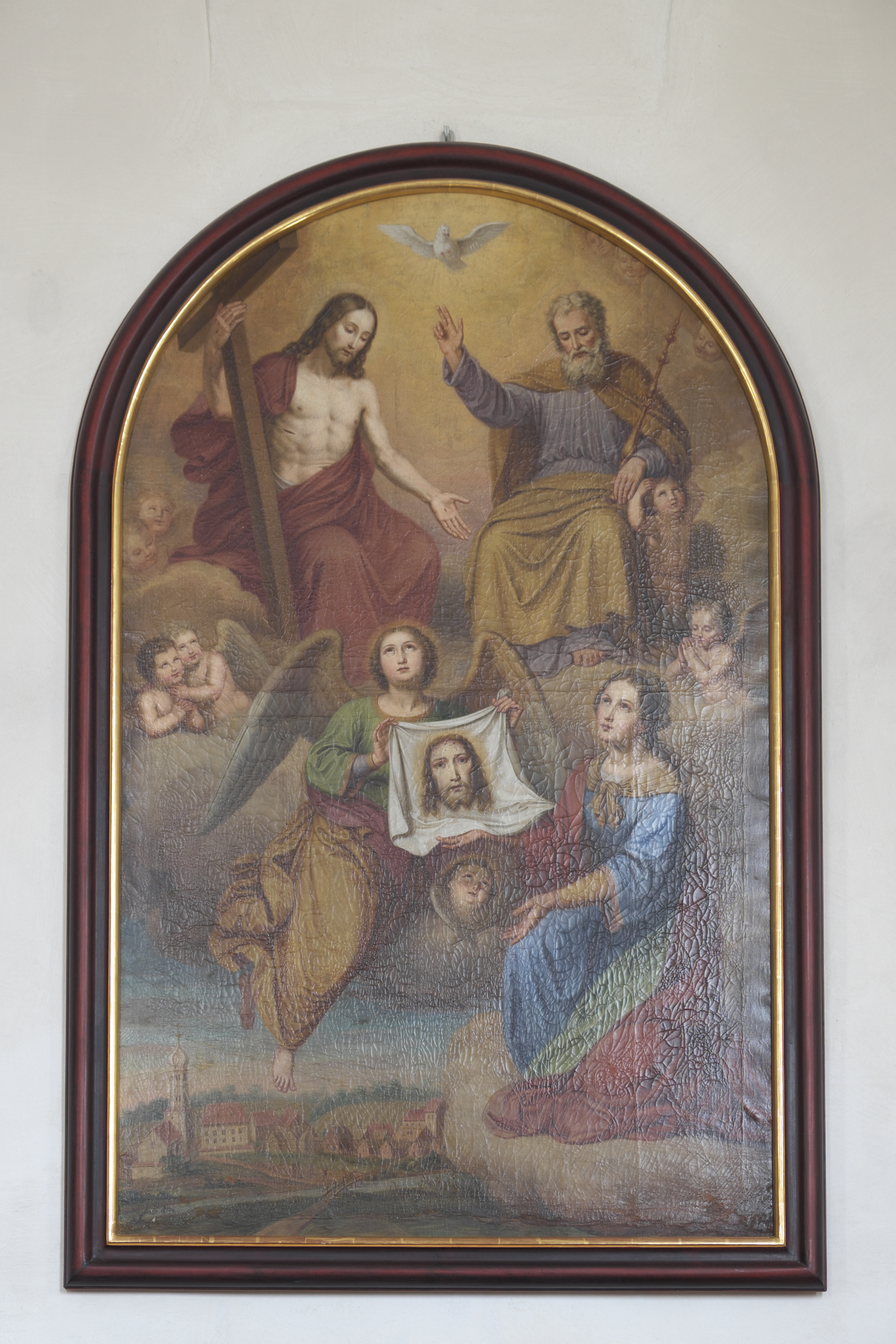
La Santísima Trinidad, Santa Verónica y la iglesia de Ziertheim, de Thomas Schaidhof, ca. 1800.
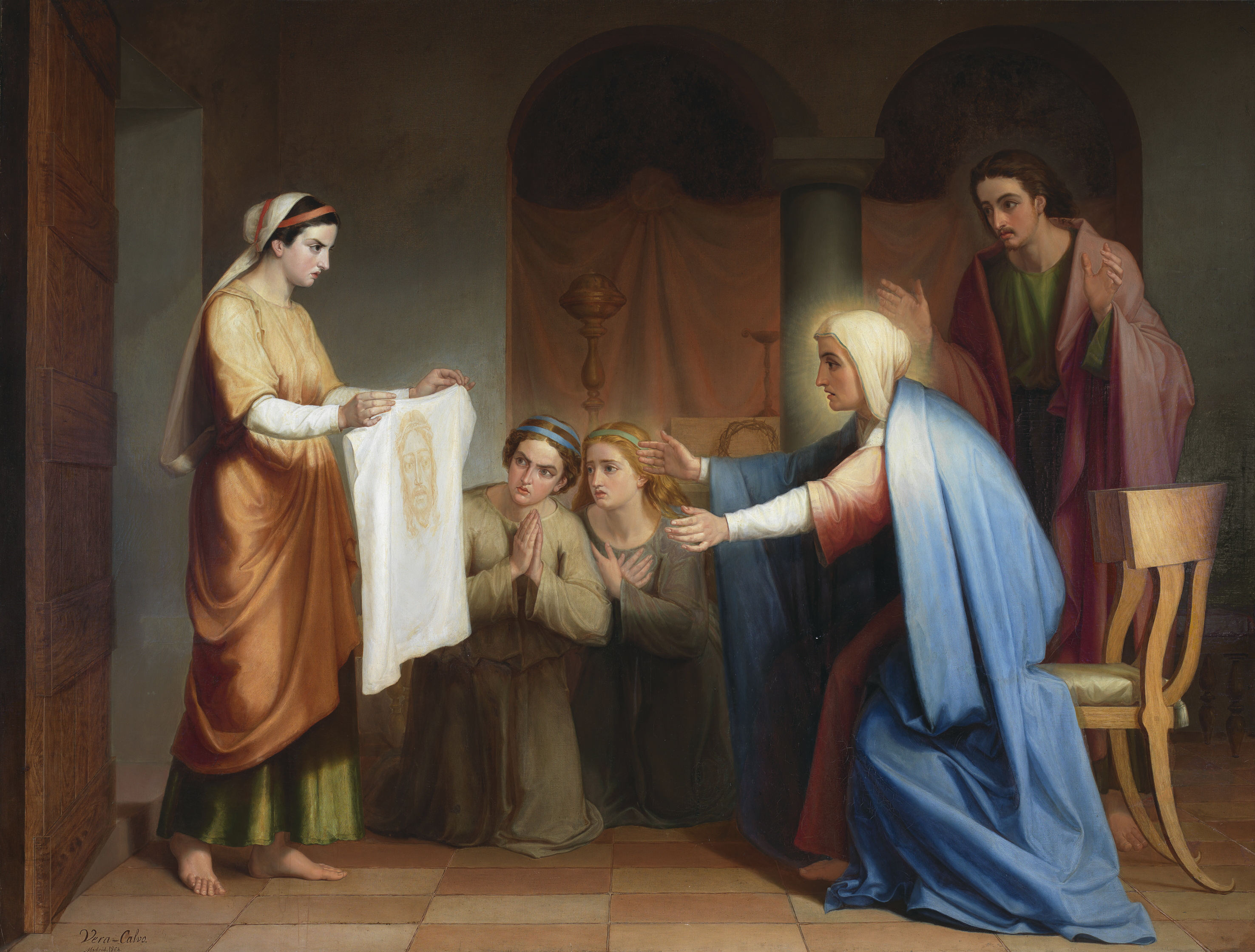
La Verónica mostrando la Santa Faz a la Virgen y San Juan, de Juan Antonio Vera Calvo, 1864.

Vidrieras

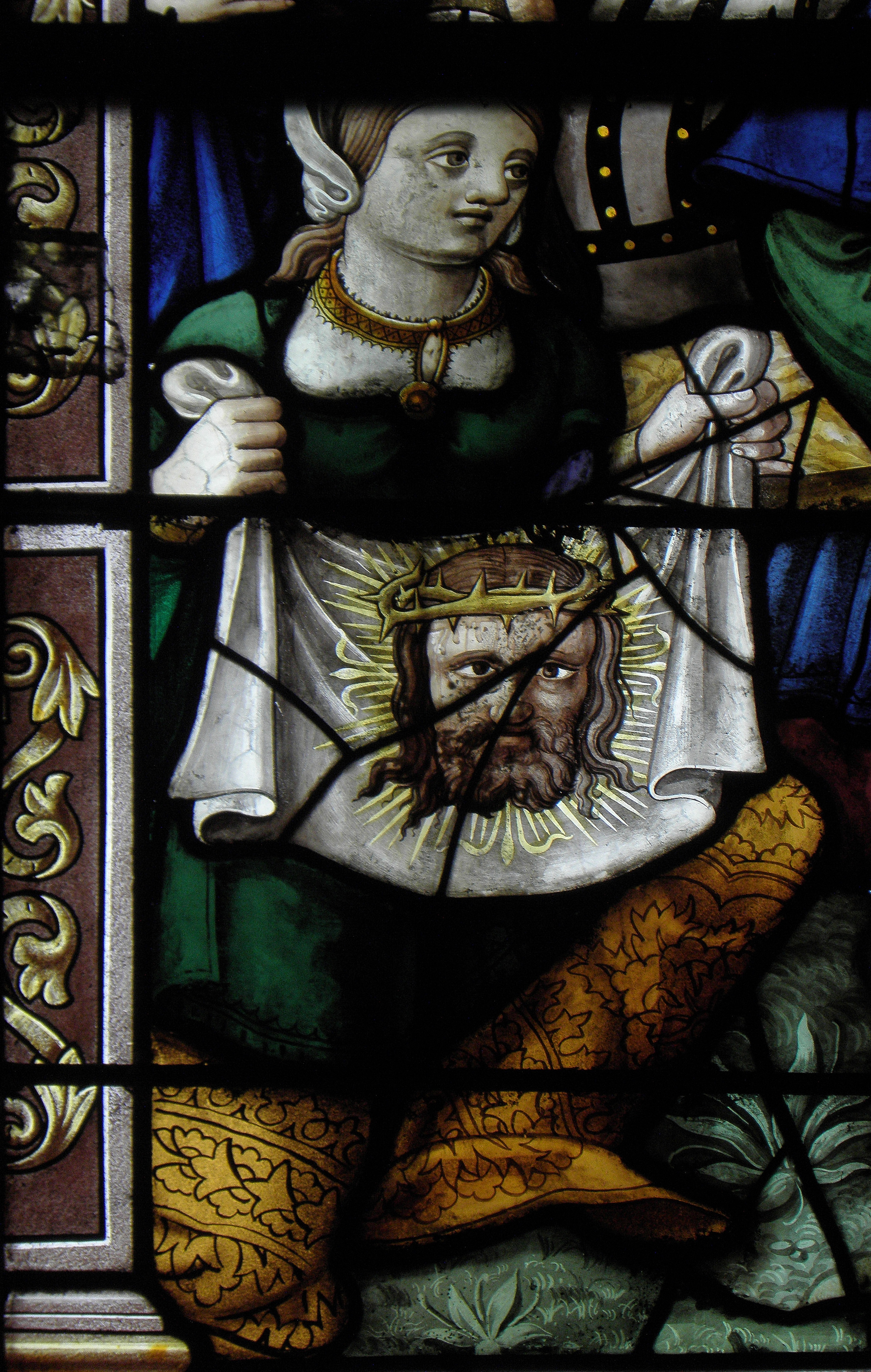
Detalle del vitral de la Pasión de la iglesia de San Pedro de Visseiche, atribuido a Michel Bayonne, ca. 1550.

Pasos de Semana Santa

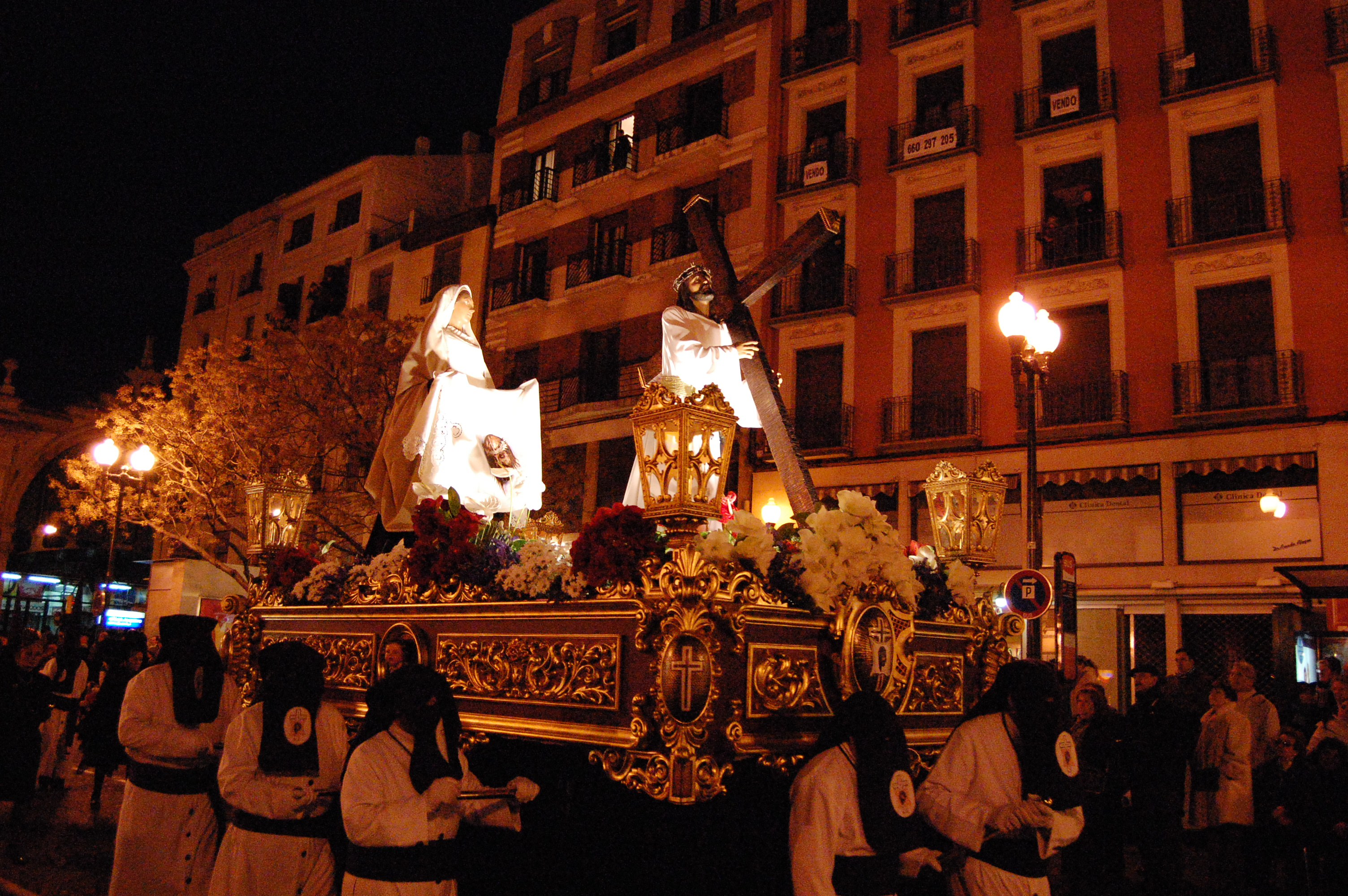
Cofradía de Cristo Abrazado a la Cruz y de la Verónica (Zaragoza), Daniel Clavero, 1992.
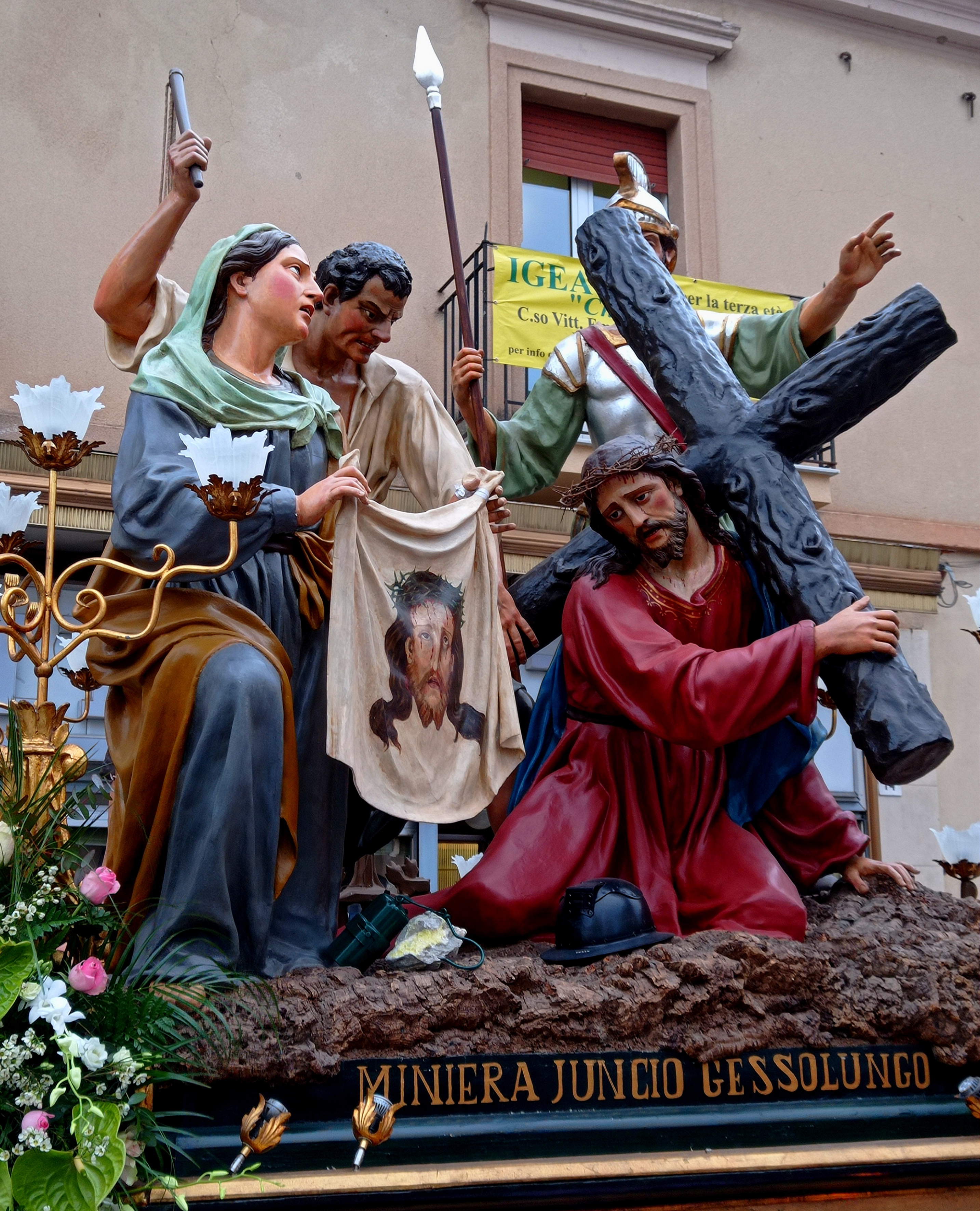
Caltanissetta, Francesco Biangardi[24] y Vincenzo Biangardi, 1883.
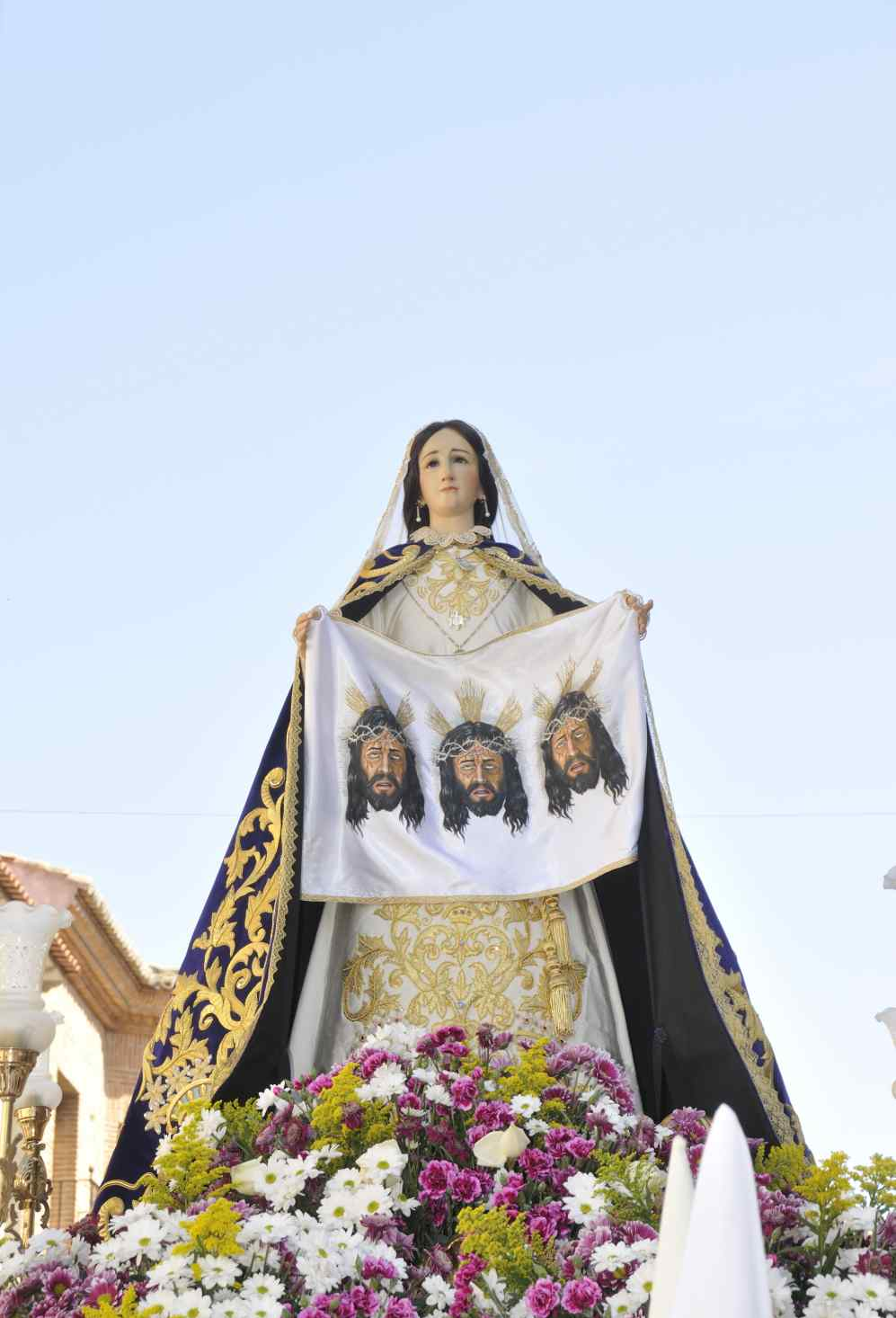
Hermandad de la Verónica (Ocaña). Representa la tradición que explica la multiplicidad de reliquias.
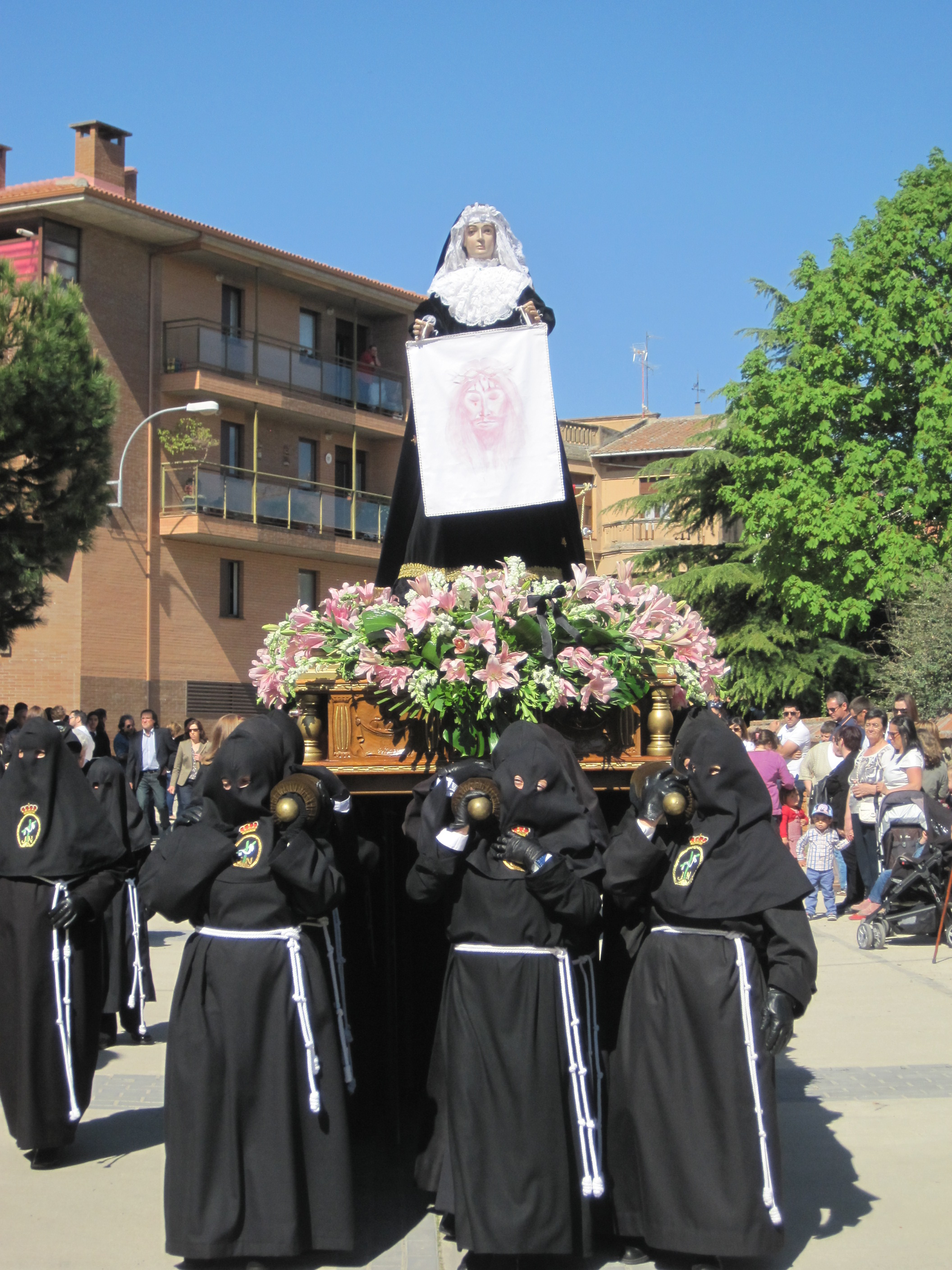
Astorga.
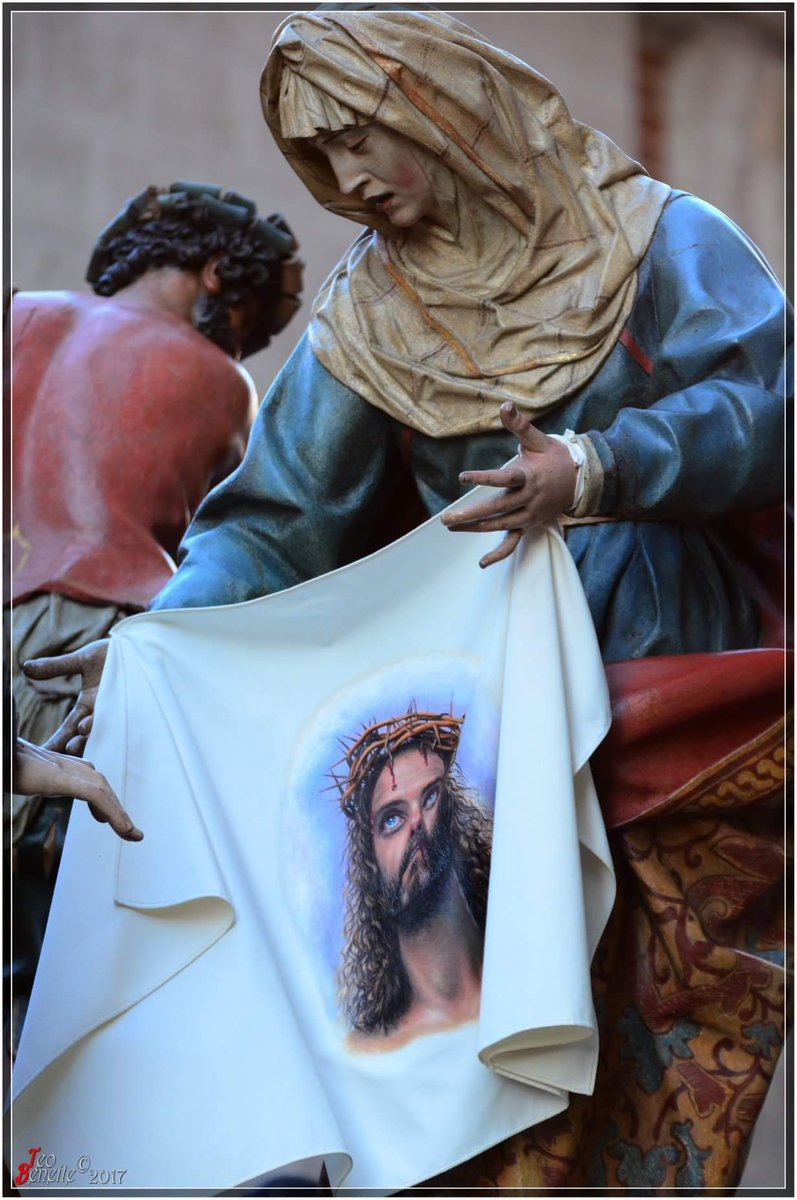
Imagen de la Verónica, parte del grupo procesional del Camino del Calvario del escultor Gregorio Fernández. El paño es obra del artista vallisoletano Miguel Galván en el año 2017 por encargo de la Real Cofradía del Santísimo Cristo Despojado de Valladolid.

Otras esculturas

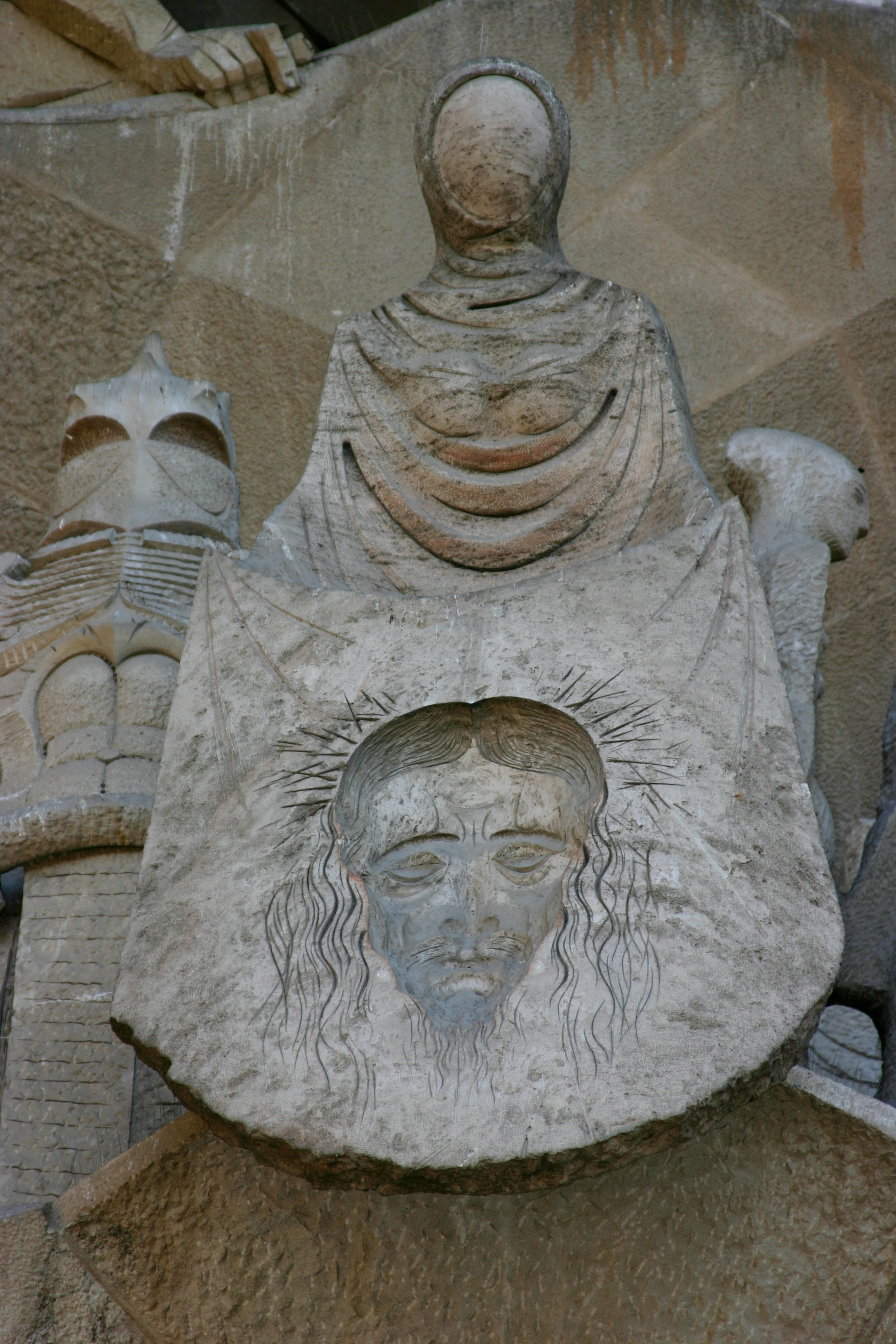
Detalle de la fachada de la Pasión de la Sagrada Familia de Barcelona.
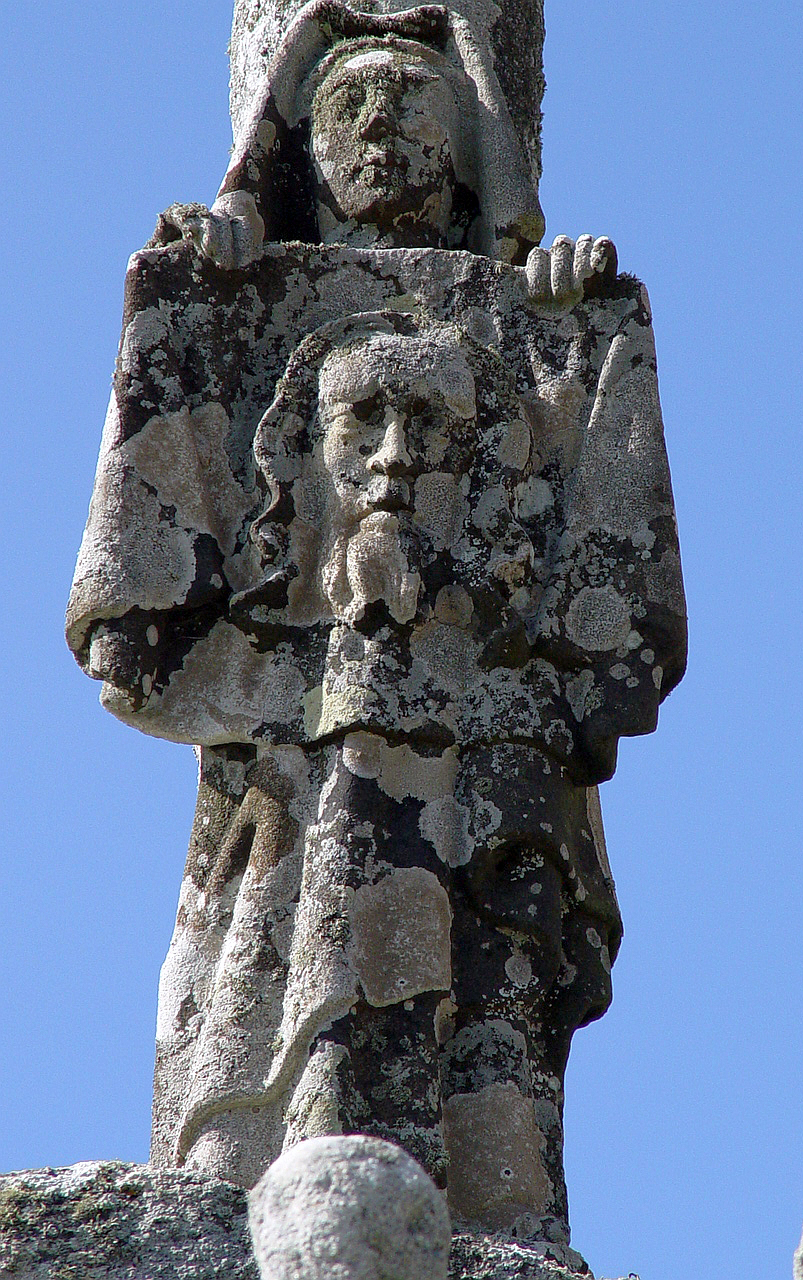
Detalle del calvario de Tronoën.
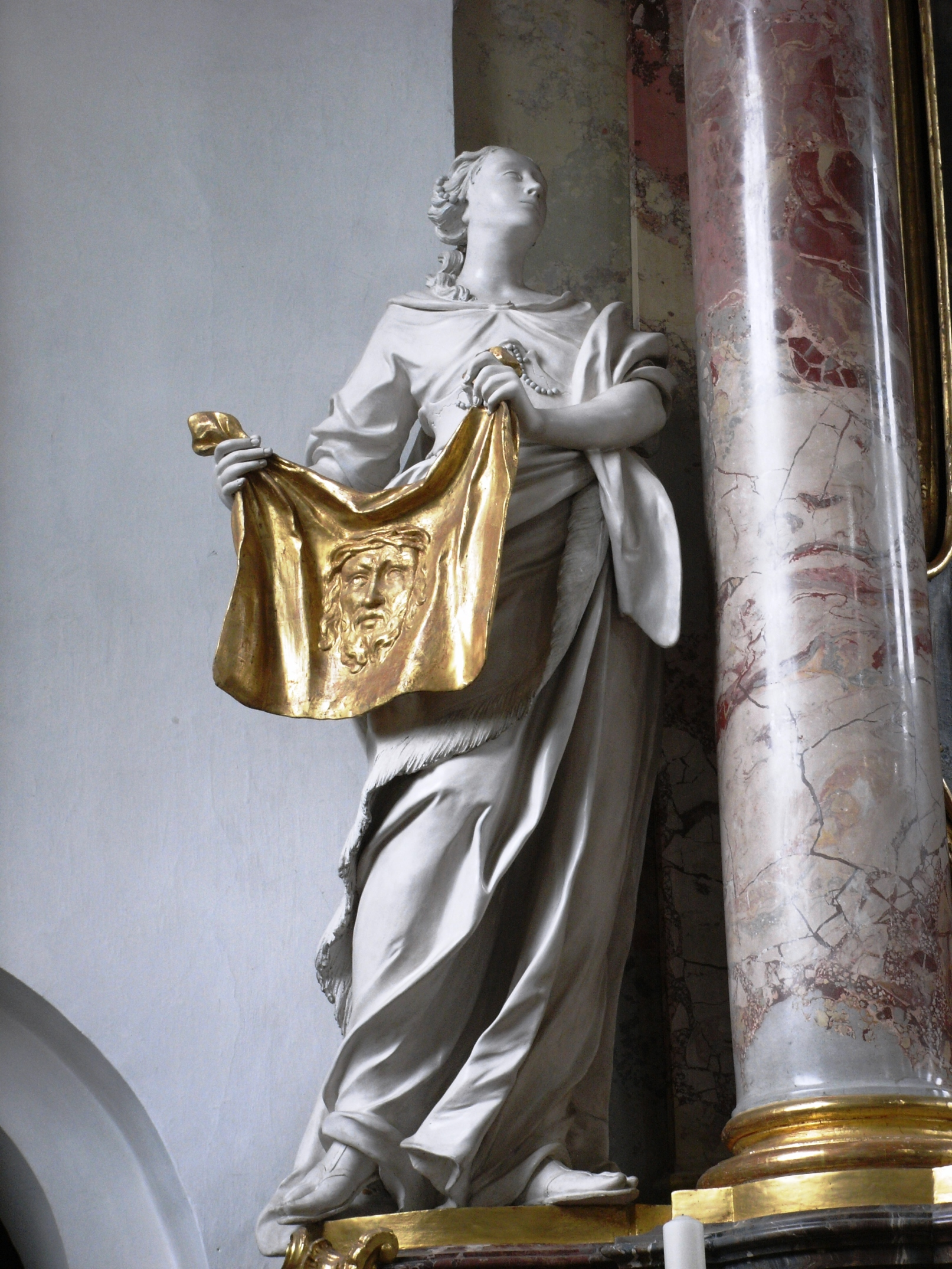
Maria Steinbach.
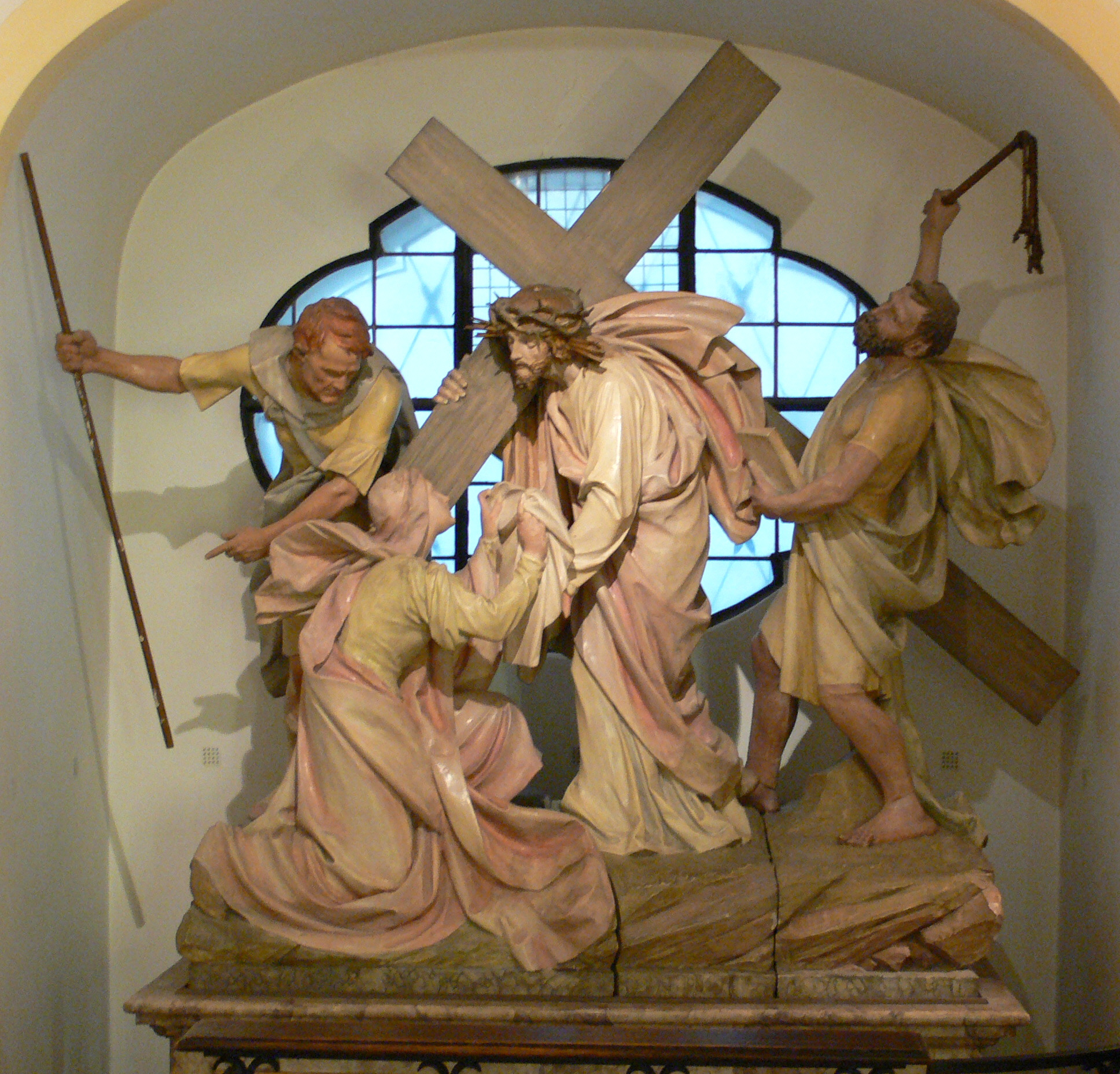
Estación del Viacrucis de Bürgersaal (Múnich), siglo XIX.

## Iglesias
- Iglesia de Santa Verónica (Caldé), en la localidad italiana de Caldé.[27]
- Iglesia de Santa Verónica (Ziertheim), en la localidad alemana de Ziertheim.[28]
- Iglesia de Santa Verónica (Birk), en la localidad alemana de Birk (Emtmannsberg).[29]
- Capilla de Santa Verónica (Goldgeben), en la localidad austriaca de Goldgeben.[30]
- Iglesia de Santa Verónica (Verónica), en la localidad argentina de Verónica (Buenos Aires).
- La actualmente denominada iglesia de la Santa Faz (Lucena, Filipinas), en la localidad filipina de Lucena, inicialmente tenía el nombre de "capilla de Santa Verónica".

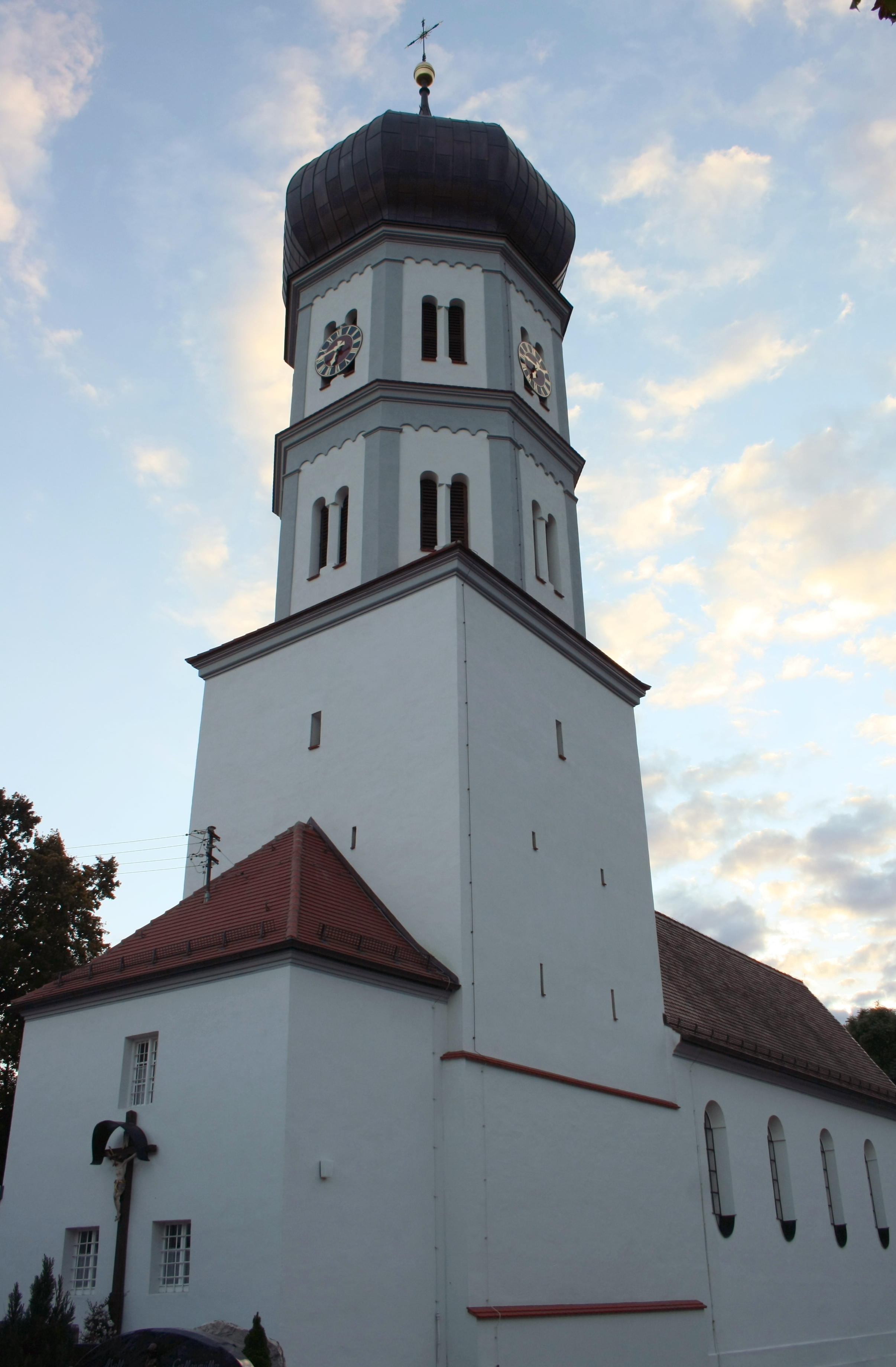
Ziertheim.
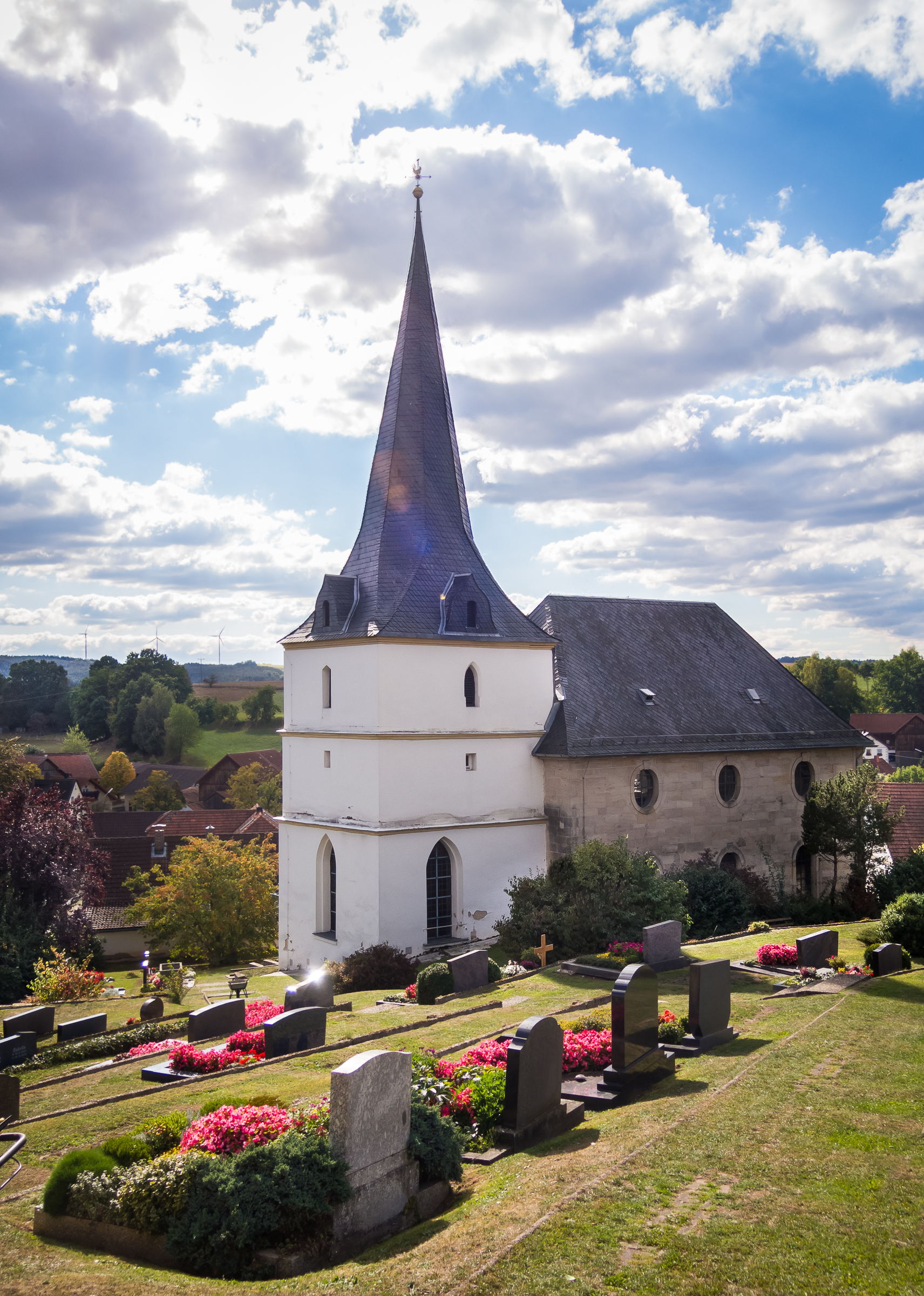
Birk.
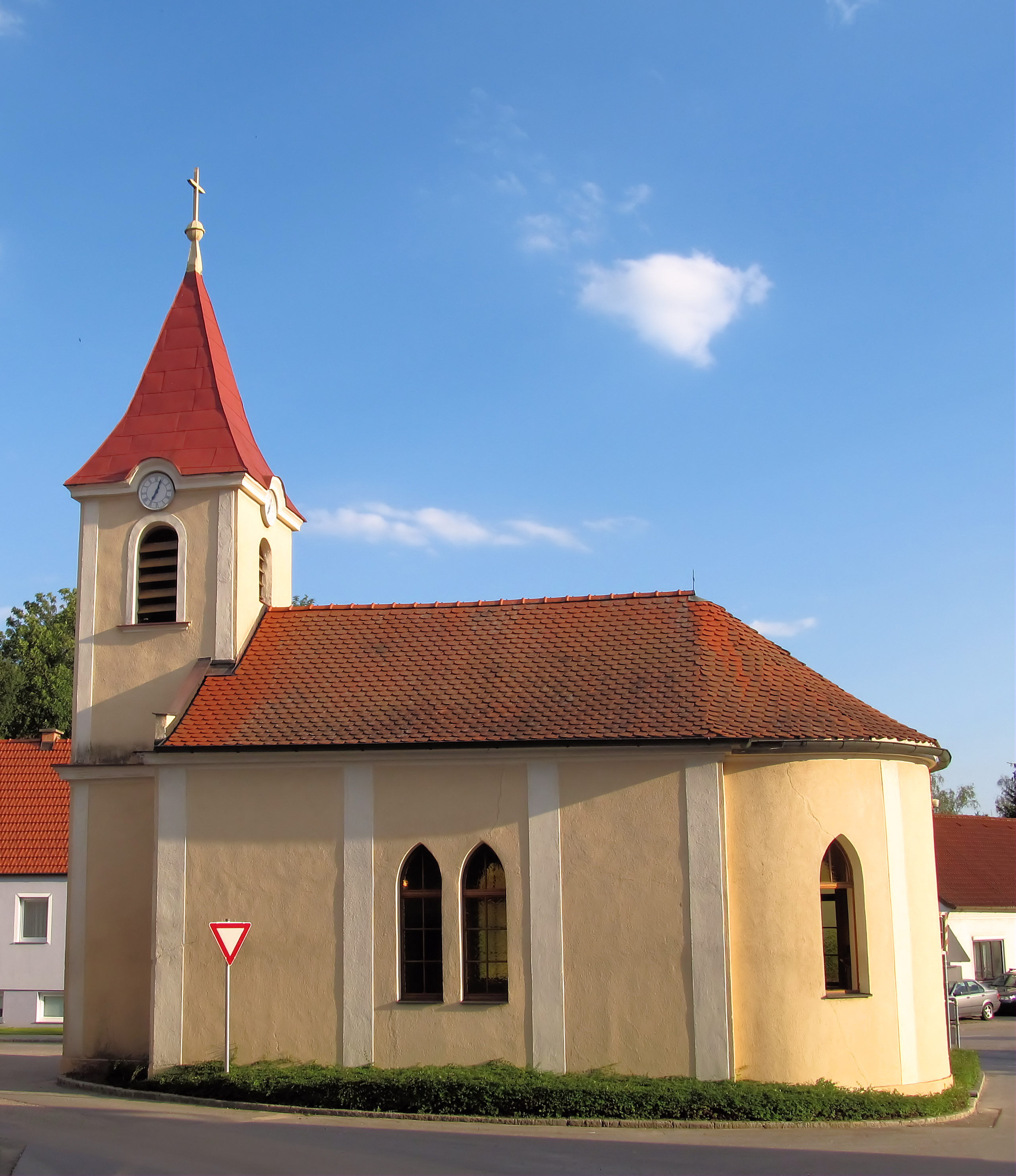
Goldgeben.
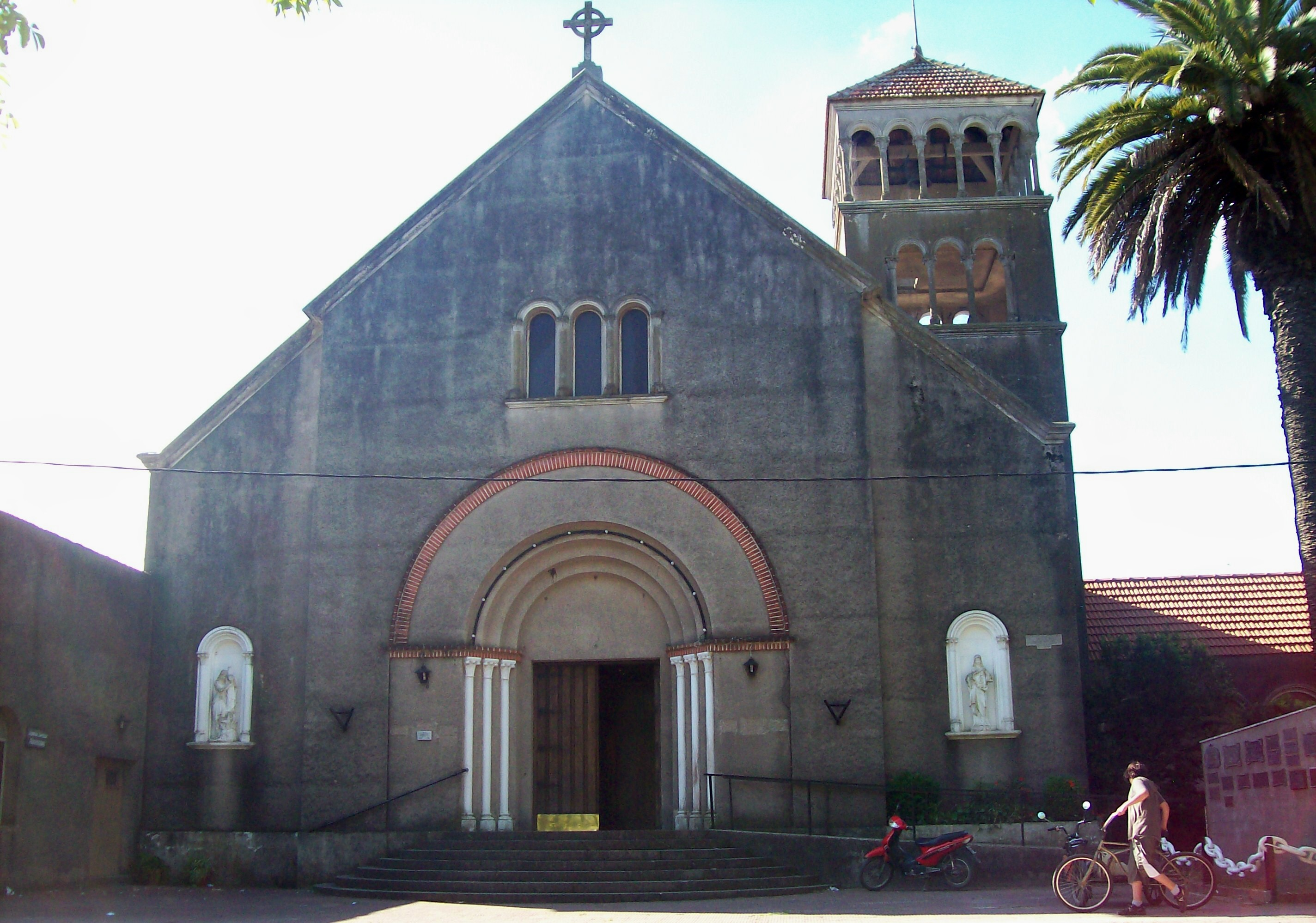
Verónica (Buenos Aires).
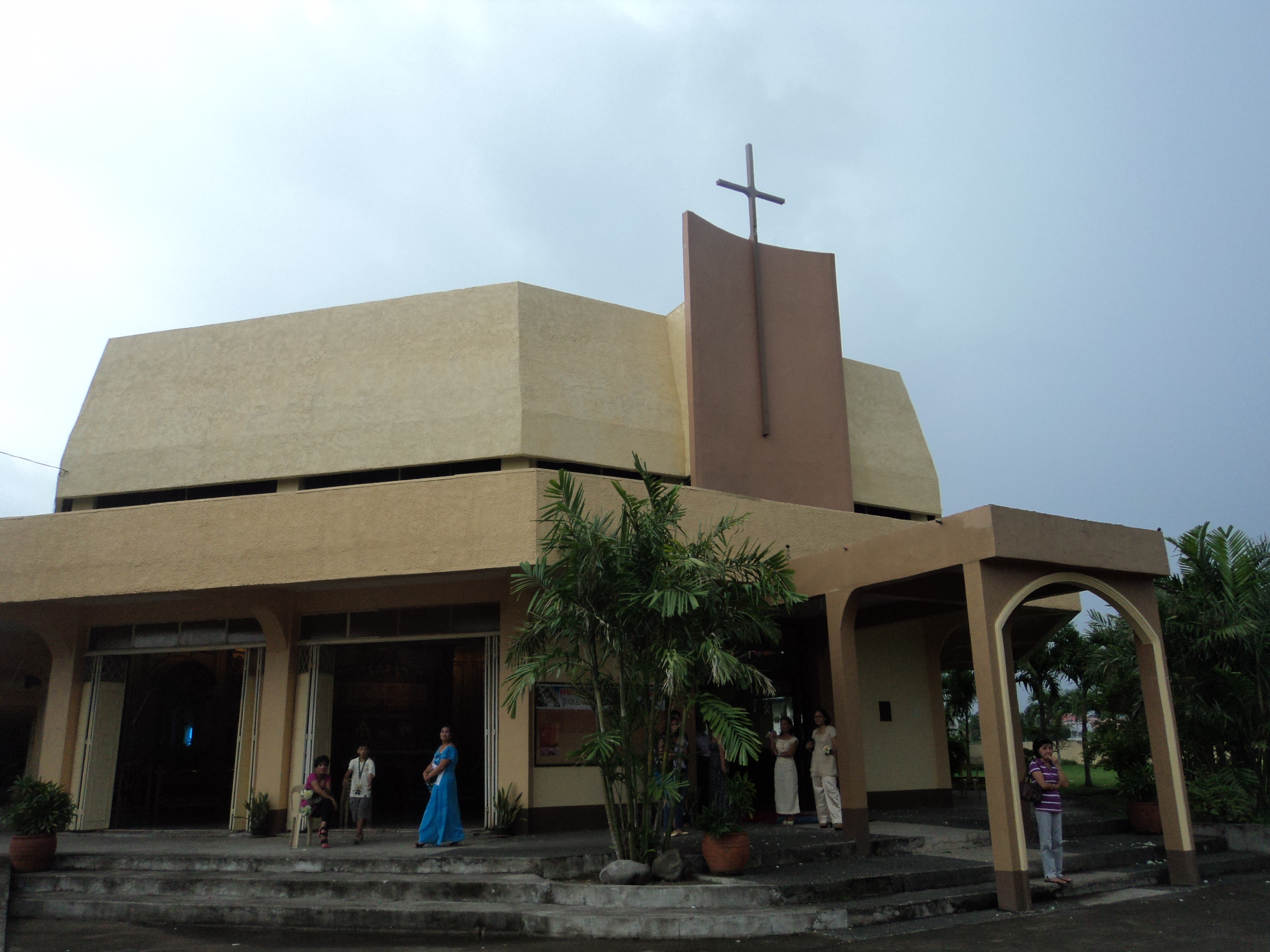
Lucena (Filipinas).